# Alleanze franco-mongole

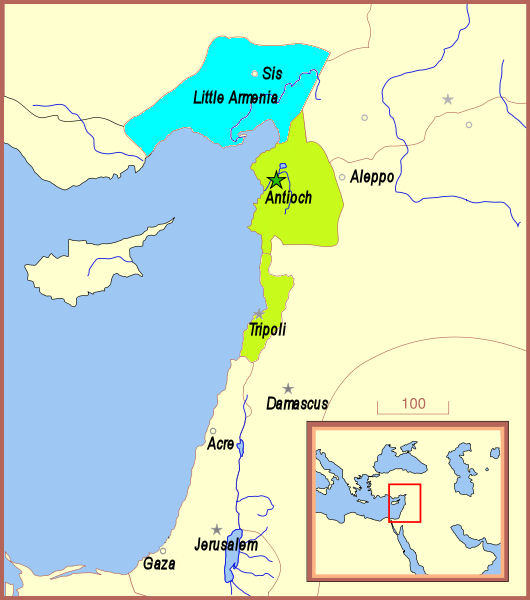
Tra gli stati cristiani nel Levante, il Regno armeno di Cilicia (in celeste) e gli Stati crociati settentrionali del Principato d'Antiochia a della Contea di Tripoli (in verde) furono i più fedeli alleati/tributari dei Mongoli e furono tenuti a fornire truppe per partecipare alle campagne militari mongole.

Per alleanze franco-mongole si intendono le molteplici relazioni diplomatiche intercorse nel XIII secolo tra: 
- l'Ilkhanato di Persia, retto da una dinastia mongola e parte dell'Impero mongolo;
- i leader dei Paesi d'Europa di fede cattolica («Franchi») e gli Stati creati dagli europei nel Levante (Stati Crociati).

Nel XIII secolo diversi regnanti cristiani europei tentarono di formare un'alleanza con l'impero mongolo contro il loro comune nemico, lo Stato islamico dei Mamelucchi d'Egitto. Presso l'impero dei khan vi era libertà di culto, i mongoli avevano già parzialmente accettato il cristianesimo e c'erano molti influenti cristiani d'Oriente alla corte mongola. I cristiani di rito latino erano aperti all'idea di aiuto proveniente dall'Oriente poiché i luoghi in cui era nato il cristianesimo erano stati occupati dai musulmani. Per motivi diversi, quindi i Mamelucchi d'Egitto erano un nemico comune per Mongoli e Ifranj (Franchi). Durante tutto questo periodo furono numerosi gli scambi di lettere, l'invio di emissari e gli scambi di doni tra Mongoli ed Europei, così come le offerte di varie forme di cooperazione.
Tradizionalmente i Mongoli tendevano a considerare gli altri popoli in due sole maniere: o come sottomessi o come nemici, con poco spazio per un ruolo di alleato.
La cosa più vicina ad una vera e propria cooperazione tra Mongoli e Ifranj fu la creazione di un rapporto di vassallaggio con il Principato d'Antiochia, uno degli Stati Crociati.
Tra gli altri stati cristiani vassalli vi erano la Georgia e la Cilicia armena.
Una volta sottomessi, questi paesi furono tenuti a fornire forze militari che partecipavano alle azioni militari mongole e queste forze spesso mostrarono grande entusiasmo nell'attaccare obiettivi musulmani.
Nel 1274 si tenne a Lione, in Francia, un concilio ecumenico della Chiesa cattolica. Tra le decisioni prese vi fu quella di bandire una nuova Crociata. 
La decisione del Concilio, però non fu attuata. Inoltre la Santa Sede, snodo centrale di coordinamento tra le potenze cattoliche, esigeva: a) dai Mongoli la loro conversione alla religione cattolica; b) dagli Stati cristiani del Levante l'accettazione del pontefice romano come massima autorità spirituale.
Nell'Europa cattolica l'interesse per il Levante crociato si risvegliò solamente dopo la caduta di Tripoli (1289). L'atteggiamento della Santa Sede si fece più pragmatico: fu posta in primo piano la recuperatio manu militari dei Luoghi Santi rispetto alle questioni religiose. Il 1291 fu un anno cruciale: in marzo morì l'Ilkhan Arghun, il sovrano che aveva cercato più di ogni altro di stringere un'alleanza con le potenze occidentali; in maggio cadde San Giovanni d'Acri, capitale del Regno di Gerusalemme. Inizialmente il mondo cattolico lo considerò un episodio, per poi accorgersi – troppo tardi – che l'evento aveva le caratteristiche di un fatto irreversibile.
Gli storici moderni si chiedono se l'alleanza franco-mongola avrebbe potuto spostare l'equilibrio di potere nella regione e/o se sarebbe stata una scelta saggia da parte degli occidentali.

## Primi contatti (1209–1244)
Tra gli europei, da lungo tempo, vi erano voci ed aspettative di un grande alleato cristiano che sarebbe dovuto arrivare da "Oriente".
Queste voci circolavano già all'epoca della Prima crociata e di solito, quando i Crociati subivano una sconfitta in battaglia, aumentavano di popolarità in risposta al desiderio, umano e naturale, di un eroe cristiano che arrivasse da una terra lontana per contribuire a salvare la situazione.
Si era sviluppata una leggenda su una figura conosciuta come Prete Gianni, al punto che alcune persone provenienti da Oriente erano state accolte con la speranza che potessero essere i tanto attesi eroi cristiani.
Nel 1210 giunsero in Occidente notizie sulle battaglie del mongolo Kuchlug, capo della tribù dei Naiman, in gran parte cristiana.
Le forze di Kuchlug stavano combattendo il potente Impero corasmio il cui leader era ʿAlāʾ al-Dīn Muḥammad.
In Europa circolò la voce che Kuchlug fosse il mitico Prete Gianni che stava combattendo i musulmani in Oriente.
Nel 1221, durante la Quinta crociata, mentre i cristiani assediavano senza successo la città egiziana di Damietta, le leggende del Prete Gianni si confusero di nuovo con la realtà della rapida espansione dell'Impero di Gengis Khan.
Gruppi di razziatori mongoli cominciarono ad invadere il mondo islamico orientale, in Transoxiana e Persia nel 1219–1221.
Tra i Crociati si sparse la voce che un "sovrano cristiano delle Indie", un Re Davide che era Prete Gianni o uno dei suoi discendenti, aveva attaccato i musulmani in oriente e stava arrivando per aiutare i cristiani nelle loro crociate.
In una lettera datata 20 giugno 1221, Papa Onorio III fece addirittura un commento su "forze provenienti dall'estremo oriente per salvare la Terra santa".
Gengis Khan morì nel 1227 ed il suo impero fu diviso in quattro sezioni, o Khanati, uno per ognuno dei suoi figli.
Il Khanato nord-occidentale, conosciuto anche come Orda d'Oro, cominciò ad invadere l'Europa, in primis attaccando Ungheria e Polonia.
L'esercito del nipote di Gengis Khan, Hulagu, continuò l'avanzata dalla parte sud-occidentale verso la Persia e la Terra Santa.

## Approcci della Santa Sede (1245–1248)

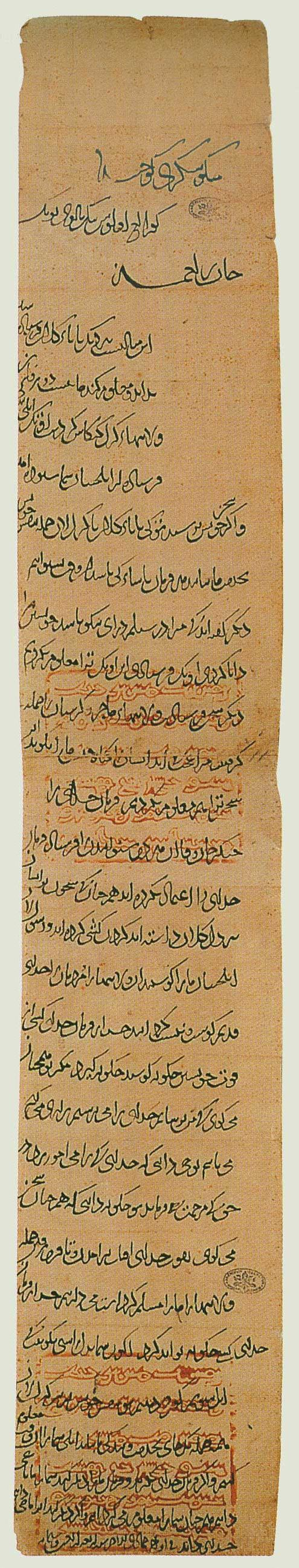
La lettera del 1246 di Güyük a Papa Innocenzo IV, scritta in lingua persiana La lettera è conservata nell'Archivio segreto vaticano.

Le prime comunicazioni ufficiali tra l'Europa e l'Impero mongolo furono tra Papa Innocenzo IV ed il Gran Khan, attraverso lettere ed inviati che viaggiavano via terra e potevano impiegare anni per arrivare.
Le comunicazioni tra cristiani e mongoli assunsero presto uno schema ricorrente: gli europei chiedevano ai mongoli di convertirsi al cristianesimo, ed i Mongoli rispondevano chiedendo semplicemente la sottomissione.
Le invasioni mongole dell'Europa rallentarono nel 1242, in concomitanza con la morte del Gran Khan Ögedei, successore di Gengis Khan.
Tuttavia, l'inarrestabile marcia verso occidente dei Mongoli aveva scacciato i Turchi corasmi che si erano spostati verso occidente alleandosi alla fine con i musulmani Ayyubidi d'Egitto.
Lungo la strada, nel 1244, i turchi presero Gerusalemme ai cristiani, inducendo così i re cristiani a preparare una nuova Crociata (la settima) proclamata da Papa Innocenzo al primo concilio di Lione nel giugno 1245.
La perdita di Gerusalemme ravvivò tra gli europei anche la speranza che i Mongoli, che tra loro avevano cristiani nestoriani e avevano portato così tanta distruzione all'Islam, potessero essere convertiti al Cristianesimo divenendo alleati della cristianità.
Nel marzo 1245, Papa Innocenzo IV emise molteplici bolle, alcune delle quali furono portate da un inviato, il francescano Giovanni da Pian del Carpine, all'"Imperatore dei Tartari". Nella Cum non solum, Papa Innocenzo chiese al governante mongolo di farsi cristiano e di fermare le uccisioni di cristiani. Egli inoltre espresse un desiderio di pace.
Una seconda missione inviata nel 1245 dal pontefice fu guidata dal domenicano frate Ascelino ,che incontrò il comandante mongolo Bayju vicino al Mar Caspio nel 1247. Baiju, che aveva in programma di catturare Baghdad, accolse con favore la possibilità di un'alleanza e inviò un messaggio a Roma tramite i suoi inviati Aïbeg e Serkis . Ritornarono quindi un anno dopo con la lettera di papa Innocenzo, Viam agnoscere veritatis , in cui faceva appello ai mongoli affinché "cessassero le loro minacce".
Il nuovo khan mongolo Guyuk, che nel 1246 si era insediato a Karakorum, rispose che avrebbe avuto poca fiducia nella volontà di pace del pontefice di Roma fino a quando lo stesso Innocenzo IV ed i governanti cristiani non si fossero recati alla sua corte per rendergli il dovuto omaggio:

(Lettera da Güyük a Papa Innocenzo IV, 1246.)
Nel 1245 papa Innocenzo inviò una seconda missione, guidata dal domenicano Ascelino di Lombardia, che incontrò il comandante mongolo Baiju vicino al Mar Caspio nel 1247.

Baiju, che aveva in programma di conquistare Baghdad, accolse con favore la possibilità di un'alleanza e quando gli ambasciatori iniziarono il loro viaggio di ritorno, li fece accompagnare due suoi inviati, Aïbeg e Serkis, che rimasero a Lione per circa un anno.
Nel 1248 essi incontrarono Innocenzo IV, che supplicò di nuovo i Mongoli di interrompere le uccisioni di cristiani.

## Stati vassalli cristiani

### Regni di Georgia e di Armenia
Man mano che l'impero ilkhanide continuava la sua espansione verso la Terra Santa, una città dopo l'altra cadeva in mano ai Mongoli.
Di solito i Mongoli davano ad ogni regione una possibilità di arrendersi; se ciò avveniva, i Mongoli assorbivano la popolazione ed i guerrieri nel loro esercito, utilizzandoli poi per ampliare ulteriormente l'impero; se invece una comunità non si arrendeva i Mongoli reagivano sterminandola completamente.
Di conseguenza, molte comunità semplicemente si arresero subito, anche alcuni regni cristiani che si trovavano sul percorso dei Mongoli.
La cristiana Georgia fu più volte attaccata, a partire dal 1220 e nel 1243 la regina Rusudan fece formale atto di sottomissione ai Mongoli, facendo della Georgia uno stato vassallo, che poi divenne un fedele alleato nelle conquiste militari mongole.
Il re Aitone I d'Armenia giurò fedeltà nel 1247
 e, divenuto il principale canale diplomatico tra i Mongoli e gli europei, incoraggiò fortemente gli altri monarchi europei a seguire il suo esempio.
Egli inviò suo fratello Sempad alla corte mongola di Karakorum; le favorevoli lettere di Sempad circa i Mongoli ebbero influenza negli ambienti europei. Tuttavia, l'unico monarca che seguì i consigli di Aitone fu suo genero, il principe Boemondo VI di Antiochia.

### Principato di Antiochia

Arma di Boemondo VI di Antiochia

Quando Boemondo VI giurò fedeltà ad Hulagu nel 1260, un rappresentante ed una guarnigione mongoli furono stanziati nella capitale, Antiochia, dove rimasero fino a quando il principato fu distrutto dai Mamelucchi nel 1268.
I Mongoli, che intendevano rafforzare i loro legami con l'Impero bizantino, chiesero inoltre a Boemondo di acconsentire alla restaurazione del patriarca greco ortodosso Eutimio, al posto del patriarca latino.
In cambio della sua lealtà Hulagu restituì a Boemondo tutti i territori che i musulmani avevano tolto ad Antiochia nel 1243.
Per i suoi rapporti con i mongoli, Boemondo fu temporaneamente scomunicato da Jacques Pantaléon, il Patriarca latino di Gerusalemme, lo stesso Pantaléon, nel frattempo divenuto Papa Urbano IV, revocò la scomunica nel 1263.
Nel 1262, il sultano mamelucco Baibars minacciò Antiochia per la sua alleanza con i mongoli. Baibars tentò un attacco, ma Antiochia fu salvata dall'intervento dei Mongoli. 
Negli anni successivi però i Mongoli non furono in grado di offrire analogo sostegno. Nel 1264-1265 i Mongoli poterono attaccare solo la fortezza di frontiera di al-Bira, e nel 1268 Baibars invase completamente l'area, ed il principato cessò di esistere dopo un secolo di vita. Dopo questa sconfitta, Boemondo ottenne una tregua con Baibars, ma rimase senza possedimenti, ad eccezione di Tripoli.

### Quadro sinottico
| Principali battaglie della coalizione Ilkhanato-Stati vassalli cristiani | Principali battaglie della coalizione Ilkhanato-Stati vassalli cristiani | Principali battaglie della coalizione Ilkhanato-Stati vassalli cristiani  | Principali battaglie della coalizione Ilkhanato-Stati vassalli cristiani |
| Data                                                                     | Battaglia                                                                | Coalizione                                                                | Esito                                                                    |
| ------------------------------------------------------------------------ | ------------------------------------------------------------------------ | ------------------------------------------------------------------------- | ------------------------------------------------------------------------ |
| 29 gennaio - 10 febbraio 1258                                            | Presa di Baghdad                                                         | Ilkhanato Regno armeno di Cilicia Regno di Georgia Principato d'Antiochia | Vittoria                                                                 |
| 1º marzo 1260                                                            | Presa di Damasco                                                         | Ilkhanato Regno armeno di Cilicia Principato d'Antiochia                  | Vittoria                                                                 |
| Settembre 1260                                                           | Battaglia di Ayn Jalut                                                   | Ilkhanato Regno armeno di Cilicia                                         | Sconfitta                                                                |
| 22 ottobre 1281                                                          | Seconda battaglia di Homs                                                | Ilkhanato Regno armeno di Cilicia Regno di Georgia                        | Sconfitta                                                                |
| 22-23 dicembre 1299                                                      | Battaglia di Wadi al-Khazandar (Terza battaglia di Homs)                 | Ilkhanato Regno armeno di Cilicia                                         | Vittoria                                                                 |
| 20-22 aprile 1303                                                        | Battaglia di Marj al-Suffar                                              | Ilkhanato Regno armeno di Cilicia                                         | Sconfitta                                                                |

1. ↑  Parte delle Invasioni mongole della Siria.

## San Luigi ed i Mongoli
Luigi IX di Francia aveva comunicato con i Mongoli sin dalla sua prima crociata quando, il 20 dicembre 1248, aveva incontrato a Cipro gli inviati dei Mongoli: due nestoriani provenienti da Mosul, chiamati Davide e Marco, che portavano una lettera del comandante mongolo in Persia, Eljigidei

che suggeriva a re Luigi di sbarcare in Egitto, mentre Eljigidei attaccava Baghdad, in modo da evitare che gli Ayyubidi d'Egitto e di Siria unissero le forze.
Luigi rispose inviando un emissario dal Gran Khan Güyük, in Mongolia, ma quando questi arrivò Güyük era già morto per le conseguenze di un grave alcolismo e la sua vedova Oghul Qaimish semplicemente diede all'emissario un regalo e una lettera condiscendente da portare al re Luigi, al quale chiese di pagare un tributo ai Mongoli.

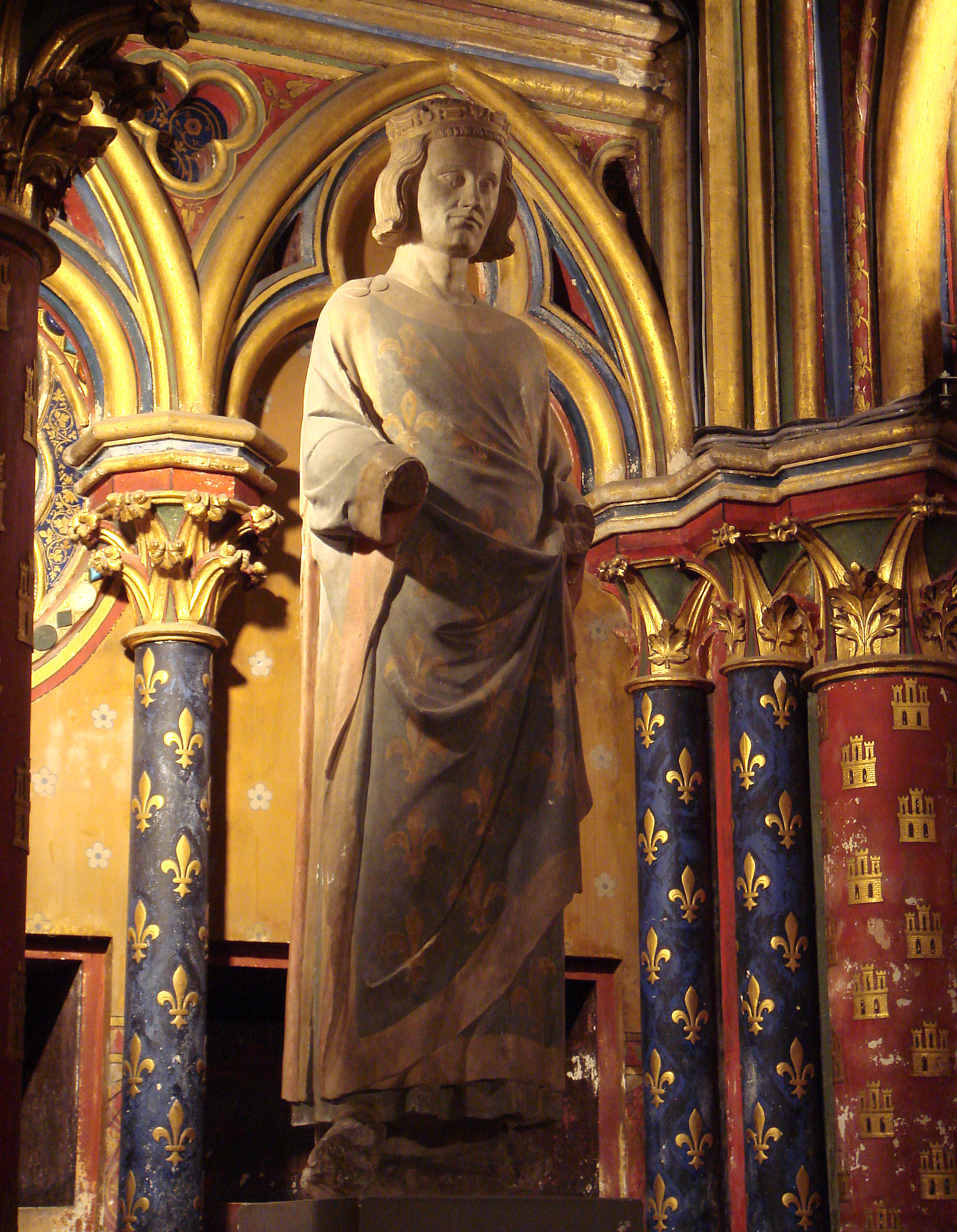
Statua di Luigi IX alla Sainte-Chapelle, Parigi.

La crociata di Luigi IX contro l'Egitto non andò bene nonostante l'iniziale successo nella conquista di Damietta; egli perse tutto il suo esercito nella battaglia di al-Mansura ed egli stesso fu catturato dagli Egiziani.
Il suo rilascio fu poi negoziato in cambio di un riscatto (parte del quale fu costituito da un prestito cui furono costretti i Templari) e la resa della città di Damietta.
Qualche anno dopo, nel 1252, Luigi tentò senza successo di allearsi con gli Egiziani e poi, nel 1253, cercò alleati sia tra i Nizariti ismailiti sia, di nuovo, tra i Mongoli.
Quando vide una lettera dal nobile armeno Sempad che parlava bene dei Mongoli, Luigi spedì il francescano Guillaume de Rubrouck alla corte mongola.

Tuttavia, il Gran Khan mongolo Möngke replicò solo con una lettera, che Guillaume portò nel 1254, chiedendo la sottomissione del re all'autorità mongola.
Re Luigi tentò una seconda crociata (l'ottava) nel 1270.
L'Ilkhan mongolo Abaqa scrisse a Luigi IX offrendo aiuto militare non appena i Crociati fossero sbarcati in Palestina, ma Luigi andò invece a Tunisi, nella moderna Tunisia.
La sua intenzione era evidentemente di conquistare prima Tunisi per poi spostare le sue truppe lungo la costa fino ad Alessandria d'Egitto.
Alcuni storici ritengono che in questa crociata potrebbe esserci stato un tentativo di coordinamento con i Mongoli, Luigi potrebbe aver attaccato Tunisi, invece della Siria, a seguito di un messaggio da Abaqa che comunicava di non essere in grado di impegnare le sue forze nel 1270 e chiedeva di posticipare la campagna al 1271.
A Tunisi erano presenti inviati dell'Imperatore bizantino, degli Armeni e dei Mongoli di Abaqa, ma gli eventi misero fine ai piani per continuare la Crociata poiché Luigi morì lì di malattia.
Secondo la leggenda, la sua ultima parola fu "Gerusalemme".

## Relazioni con l'Ilkhanato

### Hulagu (1256–1265)
Una certa misura di collaborazione militare tra cristiani e Mongoli non ebbe realmente luogo fino al 1258-1260, quando Boemondo VI di Antiochia, Aitone I d'Armenia, ed i cristiani georgiani unirono le loro forze con quelle dei Mongoli, sotto la guida dell'Ilkhan Hulagu, un nipote di Gengis Khan.
Pur essendo un convinto seguace dello Sciamanesimo, Hulagu fu molto tollerante verso il Cristianesimo: erano cristiani nestoriani sua madre Sorgaqtani Beki, la moglie preferita e molti dei suoi più stretti collaboratori.
Uno dei suoi generali più importanti, Kitbuqa, era un Naiman cristiano.
L'esercito di Hulagu, con le forze dei suoi sudditi cristiani, distrusse effettivamente due delle più potenti dinastie musulmane dell'epoca: quella degli Abbasidi a Baghdad e quella degli Ayyubidi in Siria.

#### Presa di Baghdad

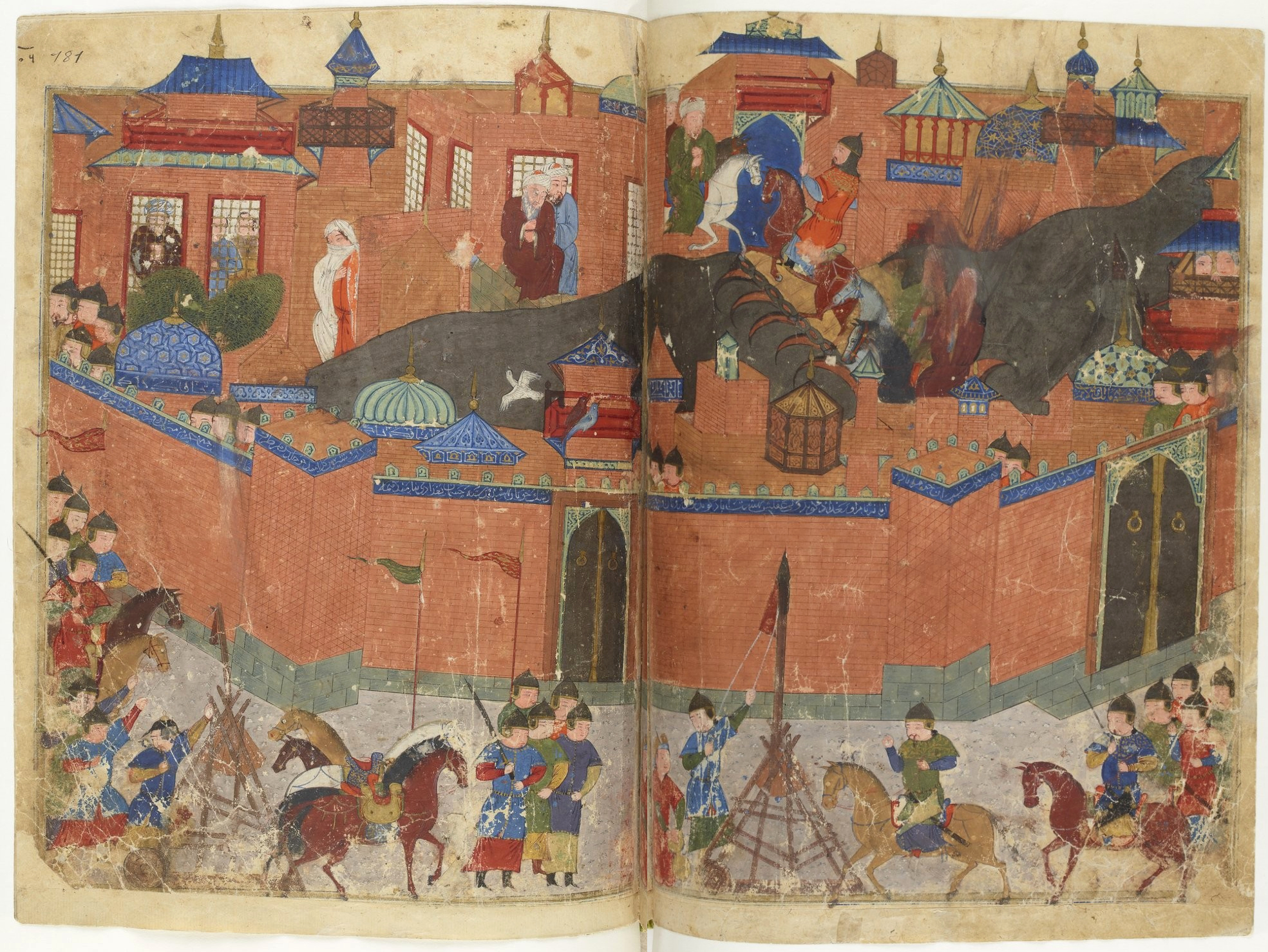
Caduta di Baghdad sotto i colpi dei Mongoli (1258)

Baghdad, capitale della dinastia abbaside nonché una delle città più grandi e potenti nel mondo per 500 anni, cadde il 15 febbraio 1258.
I cristiani georgiani furono i primi a far breccia nelle mura.
Quando Hulagu entrò in città i Mongoli demolirono gli edifici, bruciarono interi quartieri e massacrarono quasi 80.000 tra uomini, donne e bambini.
Gli abitanti cristiani furono risparmiati per l'intervento di Doquz Khatun, moglie di Hulagu, che era cristiana della Chiesa d'Oriente.
Dopo Baghdad, nel 1260 i Mongoli con i loro vassalli cristiani conquistarono parte della Siria musulmana, dominio della dinastia ayyubide.
Essi conquistarono anche la città di Aleppo e, il 1º marzo 1260, con gli armeni ed i Crociati di Antiochia presero Damasco; erano comandati dal generale mongolo Kitbuqa, un cristiano.
I tre governanti cristiani entrarono insieme trionfalmente nella città di Damasco.
La messa fu celebrata nella Moschea degli Omayyadi (in precedenza cattedrale di San Giovanni Battista) e numerose moschee furono profanate.
Con la dinastia degli Abbasidi e con quella degli Ayyubidi avviate a consunzione, il Vicino Oriente asiatico non avrebbe più svolto per secoli un ruolo da protagonista. L'ultimo sultano ayyubide al-Nasir Yusuf morì nel 1260 e con Baghdad e Damasco perdute, il centro del potere islamico si trasferì coi Mamelucchi al Cairo.
Tuttavia, prima che i Mongoli potessero continuare la loro avanzata verso l'Egitto, dovettero ritirarsi a causa di problemi interni del loro impero.
Hulagu partì con il grosso delle sue forze lasciando in Siria, ad occupare il territorio conquistato, circa 10.000 cavalieri mongoli soltanto, al comando di Kitbuqa.
Alcuni gruppi di razziatori mongoli furono inviati a sud, nella Palestina, verso l'Egitto, con piccole guarnigioni mongole, di circa 1.000 unità, stanziate a Gaza e Nablus.

#### Incidenti

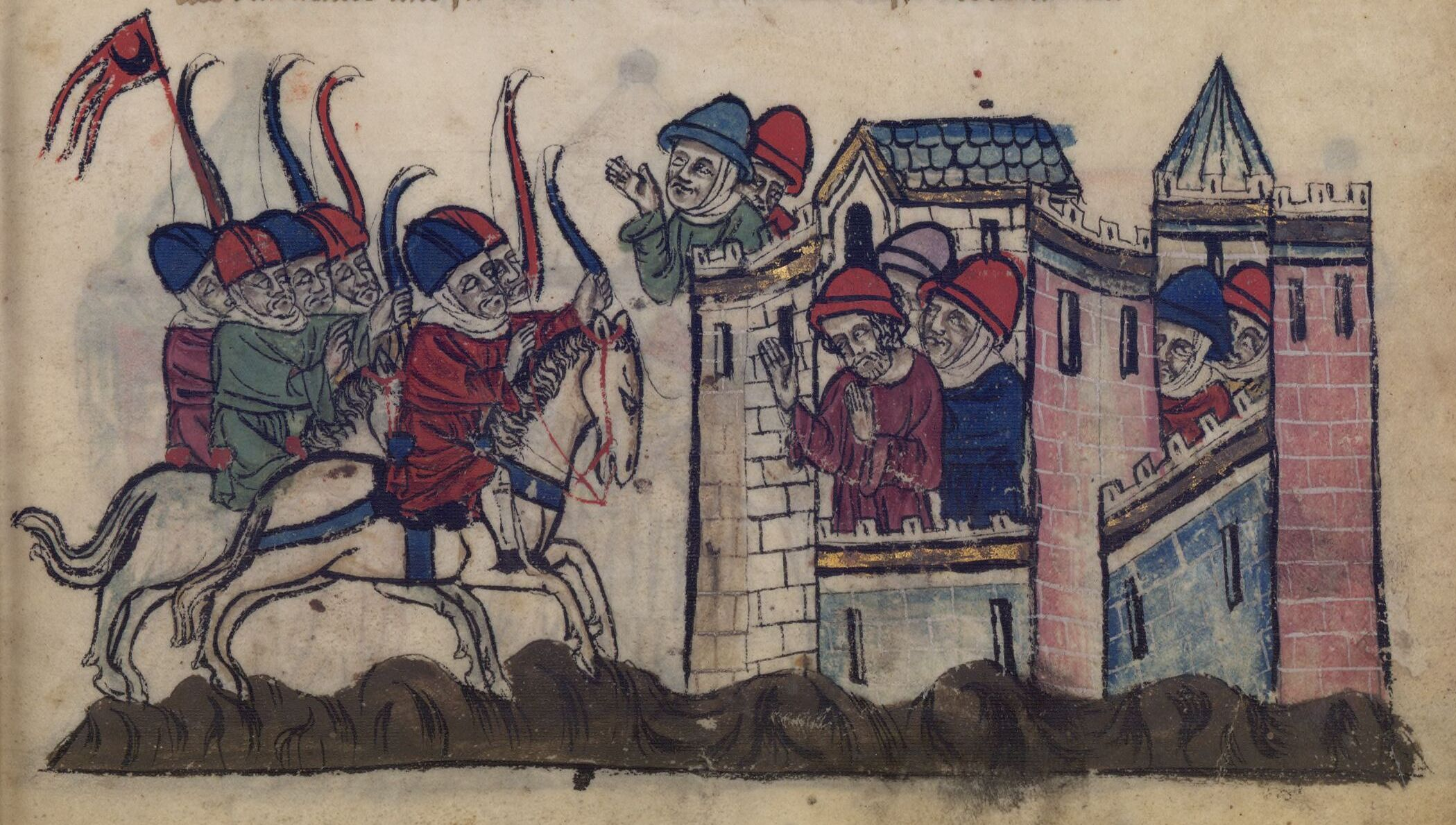
Kitbuqa assedia Sidone a seguito dell'uccisione di suo nipote da parte di Giuliano de Grenier.

Quando il territorio mongolo arrivò a confinare con gli Ifranj avvennero alcuni incidenti, uno dei quali portò al saccheggio di Sidone.
Giuliano de Grenier, Signore di Sidone e del Castello di Beaufort, descritto dai suoi contemporanei come irresponsabile e superficiale, nel 1260 colse l'occasione per attaccare e saccheggiare l'area della Beqa', in territorio mongolo.
Il generale mongolo Kitbuqa inviò il proprio nipote con una piccola forza per ottenere soddisfazione, ma Giuliano colse i Mongoli in un'imboscata e li uccise; Kitbuqa allora saccheggiò la città di Sidone distruggendone le mura, ma non espugnò il castello.
Un altro incidente analogo accadde quando Giovanni II di Beirut ed alcuni Templari condussero una razzia nella Galilea.
Questi eventi generarono un notevole livello di diffidenza tra i Mongoli e le forze dei Crociati, che ora avevano il proprio centro di potere nella città costiera di San Giovanni d'Acri.
Gli incidenti attirarono l'attenzione del Sultano mamelucco Baybars che dichiarò che il trattato tra gli Stati Crociati ed i Mamelucchi firmato nel 1240 era non più valido, da quando le forze cristiane avevano aiutato i Mongoli a conquistare Damasco.
Baibars chiese l'evacuazione di Saphet e Beaufort e, quando i cristiani si opposero, utilizzò questo fatto come scusa per violare la tregua preesistente e iniziare a lanciare nuovi attacchi contro insediamenti come Nazareth, il Monte Tabor e Betlemme.

#### Battaglia di ʿAyn Jālūt
A parte gli Ifranj di Antiochia, gli altri cristiani si opposero ai Mongoli.
Il Patriarca latino di Gerusalemme giudicò i Mongoli una chiara minaccia e nel 1256 scrisse al Papa per metterlo in guardia contro di loro.
Nel 1260 i Crociati di San Giovanni d'Acri mantennero una posizione di cauta neutralità tra Mongoli e Mamelucchi.
I potenti interessi commerciali veneziani della città guardavano con preoccupazione lo sviluppo delle rotte commerciali aperte dai Mongoli verso nord e utilizzate dai genovesi.
Essi scrissero a Carlo I d'Angiò lamentandosi per l'espansione dei Mongoli e la sottomissione a loro di Boemondo e chiedendo il suo sostegno.
Nel 1260 gli Ifranj inviarono il domenicano David di Ashby alla corte di Hulagu, ma nello stesso tempo entrarono in uno stato di tregua passiva con i Mamelucchi egiziani.
I baroni di San Giovanni d'Acri lasciarono che le forze mamelucche che andavano a scontrarsi con i Mongoli muovessero senza ostacoli verso nord, attraverso il territorio cristiano, in cambio di un accordo per l'acquisto a basso prezzo dei cavalli mongoli catturati; una promessa che non fu onorata dai Mamelucchi.
La tregua permise ai Mamelucchi di marciare verso nord con il loro esercito, accamparsi vicino a San Giovanni d'Acri e impegnare i mongoli nella cruciale Battaglia di Ayn Jalut, il 3 settembre 1260, dove ottennero una storica, decisiva vittoria.
Fu la prima grande sconfitta per i Mongoli e stabilì il limite occidentale di quella che era sembrata l'inarrestabile espansione dell'Impero mongolo.
Dopo ʿAyn Jālūt, ciò che restava dell'esercito mongolo, sotto il comando di Ilka, si ritirò nella Cilicia armena, dove fu accolto e rifornito da Aitone I.

#### Attività diplomatica di Papa Urbano IV

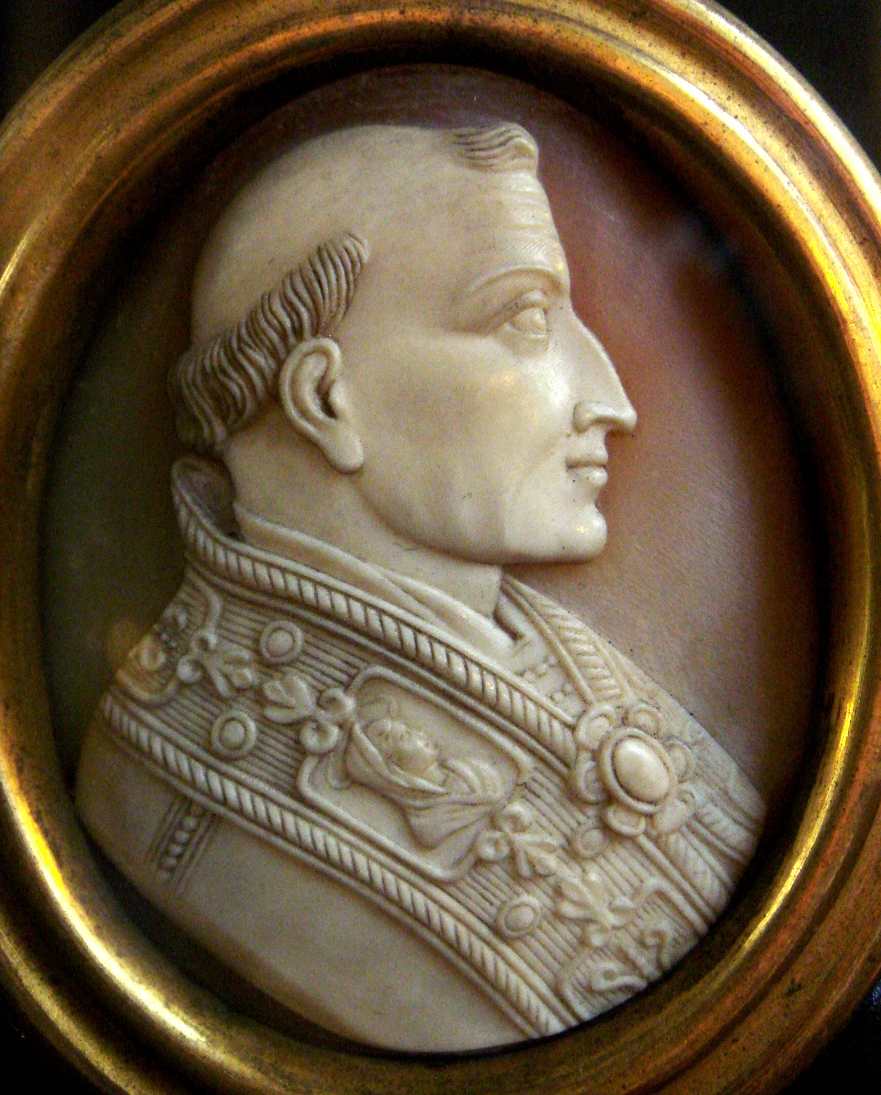
Papa Urbano IV (1195–1264) comunicò con i Mongoli nel 1263.

Nel 1260 cambiò la percezione che gli europei avevano dei Mongoli, che furono considerati meno come nemici e più come potenziali alleati nella lotta contro i musulmani.
Poco tempo prima, nel 1259, Papa Alessandro IV stava promuovendo una nuova crociata contro i Mongoli, ed era rimasto assai contrariato quando aveva saputo che i monarchi di Antiochia e della Cilicia armena si erano sottomessi alla sovranità mongola.
Alessandro aveva messo questi casi all'ordine del giorno del suo prossimo concilio, ma morì nel 1261, pochi mesi prima che il Concilio potesse essere convocato e la nuova crociata avviata.
Per il nuovo Papa la scelta cadde su Pantaléon, lo stesso Patriarca di Gerusalemme che in precedenza aveva lanciato l'allarme per la minaccia mongola.
Egli prese il nome di Papa Urbano IV e cercò di raccogliere fondi per una nuova crociata, ma incontrò delle difficoltà, perché il clero francese osservò che vi era una tregua con i musulmani.
Il 10 aprile 1262 l'Ilkhan mongolo Hulagu inviò per mezzo di Giovanni l'Ungaro una nuova lettera al re francese Luigi IX, proponendo ancora una volta un'alleanza.
La lettera spiegava che, in precedenza, i Mongoli avevano avuto l'impressione che il Papa fosse il capo dei cristiani, ma che ora si erano resi conto che il vero potere era nelle mani della monarchia francese.
La lettera manifestava l'intenzione di Hulagu di conquistare Gerusalemme a beneficio del Papa e chiedeva a Luigi di inviare una flotta contro l'Egitto.
Hulagu promise la restituzione di Gerusalemme ai cristiani, ma continuò anche a insistere sulla sovranità mongola, senza distogliersi dall'obiettivo mongolo della conquista del mondo.
Non è chiaro se re Luigi abbia effettivamente ricevuto la lettera, ma ad un certo punto essa fu consegnata a Papa Urbano che rispose in maniera simile ai suoi predecessori.
Nella sua bolla pontificia Exultavit cor nostrum, Urbano si congratulò con Hulagu per la sua manifestazione di buona volontà nei confronti della fede cristiana e lo incoraggiò a convertirsi al Cristianesimo.
Alcuni storici discutono l'esatto significato delle azioni di Urbano.
Secondo la principale corrente di pensiero, così come esposta dallo storico britannico Peter Jackson, si ritiene che in quel momento Urbano considerasse ancora i Mongoli come nemici, sebbene la percezione cominciasse a cambiare qualche anno più tardi, durante il pontificato di Papa Clemente IV, quando i Mongoli erano visti più come potenziali alleati.
Tuttavia, lo storico francese Jean Richard sostiene che le azioni di Urbano segnarono una svolta nelle relazioni tra Mongoli ed Europei, a partire dal 1263, dopo di che i Mongoli furono considerati come effettivi alleati.
Richard afferma inoltre che, in risposta a questa coalizione che si andava formando tra Ifranj,
Ilkhanato mongolo e Bizantini, i Mongoli dell'Orda d'Oro si allearono con i Mamelucchi musulmani.
Tuttavia, l'opinione corrente degli storici è che, sebbene ci siano stati molti tentativi di formare un'alleanza, questi si rivelarono fallimentari.

### Abaqa (1265–1282)

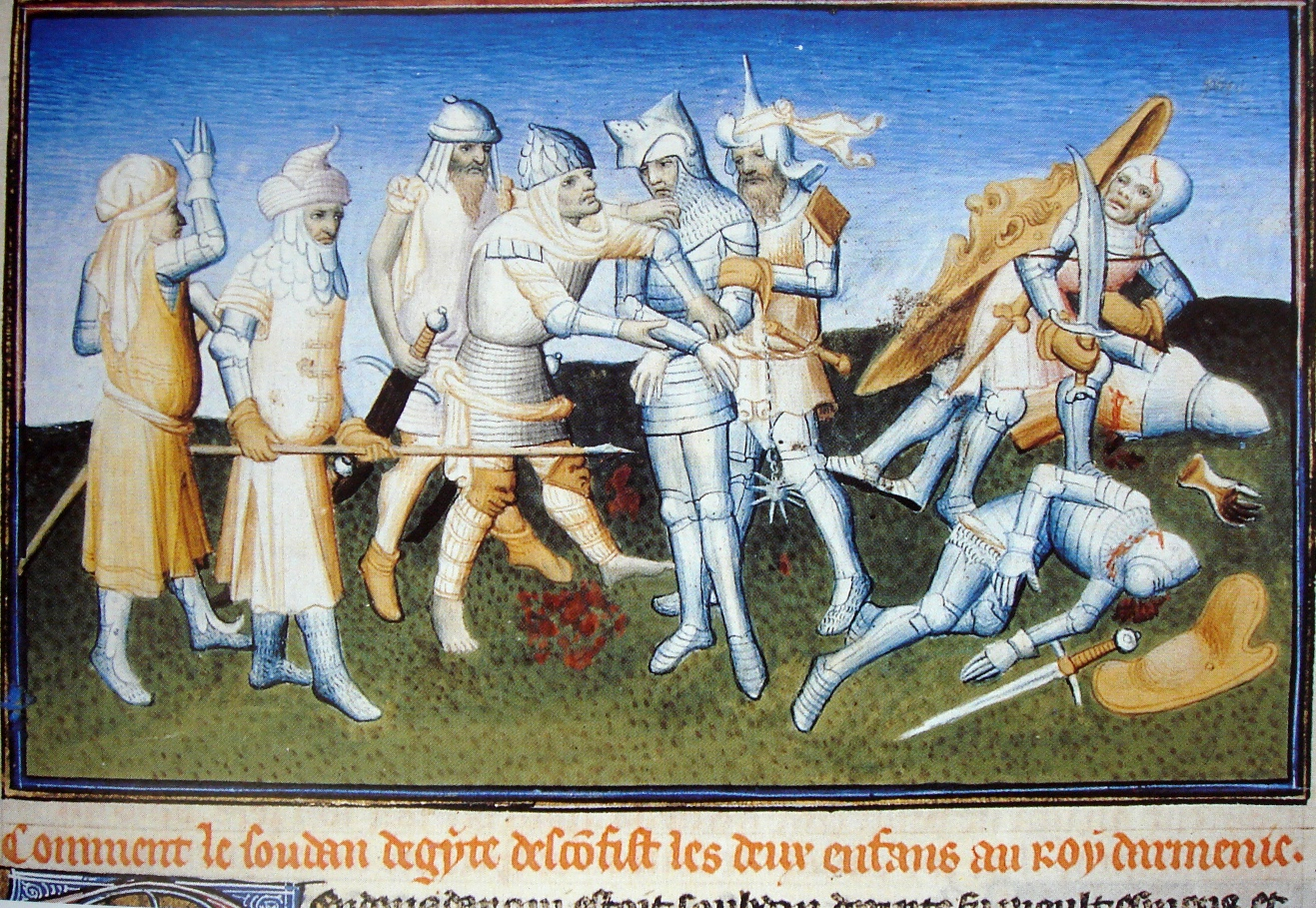
I Mamelucchi sconfissero gli armeni di Cilicia nella battaglia di Mari nel 1266, uccidendo uno dei figli del re Aitone I (a terra sulla destra) e catturandone un altro (il futuro re Leone III, al centro); poi razziarono il territorio della Cilicia armena.

Hulagu morì nel 1265 e gli successe Abaqa (1234-1282), che proseguì sulla via della cooperazione con l'occidente.
Sebbene fosse buddista, subito dopo la successione si unì in matrimonio con una cristiana ortodossa: Maria Paleologa, figlia illegittima dell'Imperatore bizantino Michele VIII Paleologo.
Abaqa ebbe una corrispondenza con Papa Clemente IV tra il 1267 ed il 1268 e, secondo quanto riferito, inviò un ambasciatore mongolo nel 1268.
Egli propose un'alleanza tra le sue forze, quelle occidentali e l'Imperatore bizantino (suocero di Abaqa).
Abaqa ricevette risposte da Roma e da Giacomo I d'Aragona, che inviò ad Abaqa un ambasciatore nella persona di Jayme Alaric de Perpignan.
Non è chiaro se fu questo che portò Giacomo alla fallita spedizione a San Giovanni d'Acri nel 1269.
Giacomo iniziò la piccola Crociata aragonese ma questa alla fine fu gestita dai suoi due figli Fernando Sanchez e Pedro Fernandez dopo che una tempesta costrinse la maggior parte della flotta a tornare.
Le navi arrivarono ad Acri nel dicembre 1269.
Abaqa, nonostante le sue precedenti promesse d'alleanza, era in procinto di affrontare un'altra minaccia, un'invasione in Khorasan da altri Mongoli provenienti dal Turkestan,
e così poté impegnare solo una piccola forza per la Terra Santa, che fece poco più che brandire la minaccia di un'invasione lungo la frontiera siriana, nell'ottobre 1269.
L'inviato di Giacomo, Jayme Alaric, tornò in Europa nel 1269 con un'ambasciata mongola che propose ancora una volta un'alleanza.
Papa Clemente accolse la proposta Abaqa in modo non impegnativo ma lo informò di una prossima Crociata.

#### La crociata di Edoardo I (1269–1274)

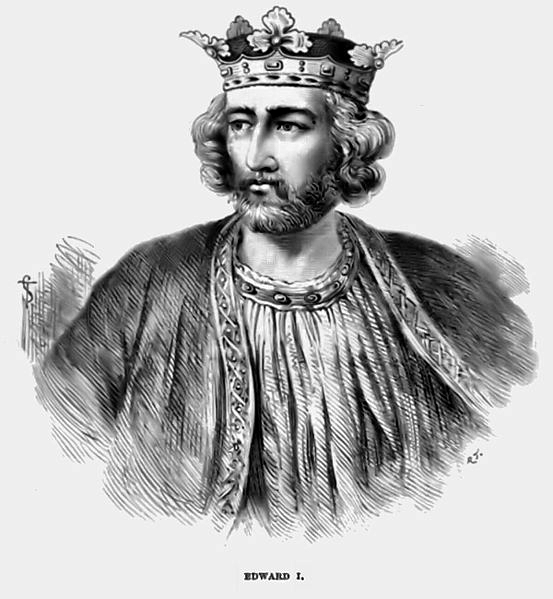
Edoardo I chiese l'aiuto dei Mongoli contro i Mamelucchi.

Nel 1269, il principe inglese Edoardo (il futuro Edoardo I), ispirato dai racconti sul suo prozio, Riccardo Cuor di Leone e sulla seconda crociata del re di Francia, Luigi, iniziò una sua crociata, la nona.
Il numero di cavalieri e servitori che accompagnarono Edoardo nella crociata era piuttosto esiguo, probabilmente circa 230 cavalieri, con un effettivo totale di circa 1.000 persone, trasportate da una flottiglia di 13 navi.
Edoardo comprese il valore di un'alleanza con i Mongoli e al suo arrivo a San Giovanni d'Acri, il 9 maggio 1271, inviò immediatamente un'ambasciata al sovrano mongolo Abaqa, chiedendo aiuto.
Abaqa rispose positivamente alla richiesta di Edoardo ma era ancora impegnato con altri conflitti in Turkestan.
Egli inviò 10.000 cavalieri Mongoli, comandati dal generale Samagar, dall'esercito che occupava l'Anatolia selgiuchide, oltre a truppe ausiliarie selgiuchidi, e anche se la forza era piccola, essa innescò un esodo di popolazioni musulmane (che ricordavano le precedenti campagne di Kitbuqa) verso sud fino al Cairo.
Edoardo, da parte sua, non riuscì mai a realizzare una coordinazione diretta delle sue azioni con quelle dei Mongoli.
Egli s'impegnò soprattutto in alcune incursioni piuttosto inefficaci, senza in realtà conseguire alcun successo nel conquistare un qualsiasi nuovo territorio.
Ad esempio, quando partì per una incursione nella pianura di Sharon, si dimostrò incapace anche di prendere la piccola fortezza mamelucca di Qaqun, tanto che il Sultano musulmano Baibars schernì Edoardo per non essere stato in grado di conquistare nemmeno una piccola casa fortificata.
Tuttavia, le operazioni militari di Edoardo, per quanto siano state limitate, contribuirono a persuadere il Sultano mamelucco Baybars ad accettare una tregua di dieci anni tra la città di Acri ed i Mamelucchi, firmata nel 1272.

#### II Concilio di Lione (1274)

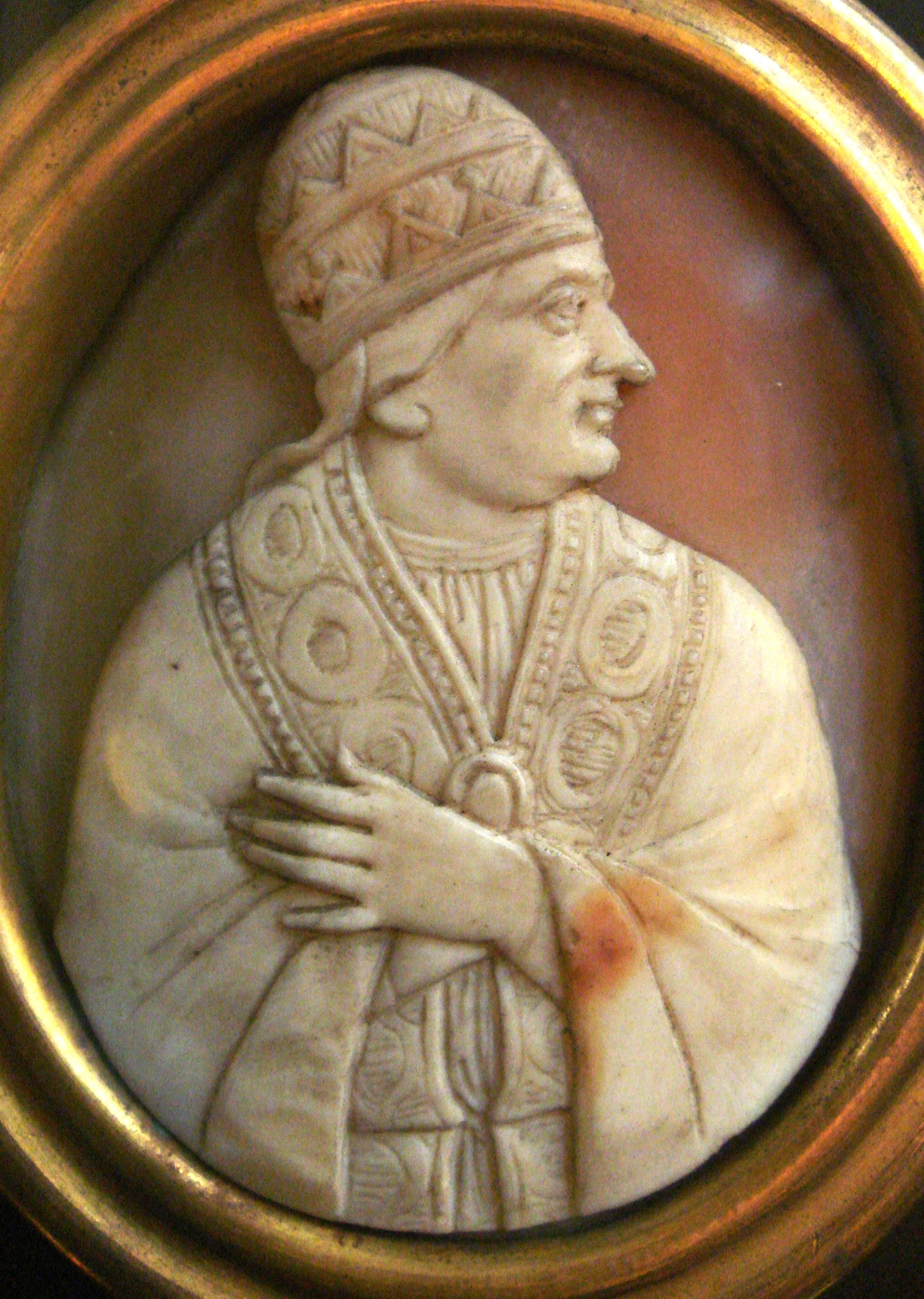
Papa Gregorio X nel 1274 proclamò una nuova crociata in collegamento con i Mongoli.

Nel 1274 Papa Gregorio X convocò il Secondo Concilio di Lione, al quale Abaqa inviò una delegazione di 13–16 dignitari mongoli che suscitarono grande ammirazione, soprattutto quando il loro capo si fece battezzare pubblicamente.
L'interprete latino di Abaqa, Richaldus, consegnò al Concilio una relazione che riassumeva i rapporti intercorsi tra l'Europa cattolica e l'Ilkhanato durante il regno di Hulagu, il padre di Abaqa, affermando che, dopo aver accolto gli ambasciatori cristiani alla sua corte, Hulagu aveva deciso di esonerare i cristiani latini da imposte e tasse in cambio delle loro preghiere per il Khan.
Secondo Richaldus, Hulagu aveva anche vietato le molestie agli insediamenti degli Ifranj e si era impegnato a restituire Gerusalemme ai Crociati.
Richaldus assicurò all'assemblea che, anche se Hulagu era morto, suo figlio e successore Abaqa era ancora determinato a cacciare i Mamelucchi dalla Siria.
Al Concilio, Papa Gregorio promulgò una nuova Crociata, da iniziare nel 1278 in collegamento con i Mongoli..
Il Papa mise in atto un vasto programma per lanciare la crociata, che traspose per iscritto nella costituzione Zelus Fidei.
Il testo presenta quattro provvedimenti principali per la realizzazione della crociata: l'imposizione di una nuova decima per tre anni, l'interdizione di qualsiasi tipo di commercio con i Saraceni (blocco economico), la fornitura di navi da parte delle Repubbliche marinare italiane e l'alleanza dell'Occidente sia con l'Impero bizantino sia con l'Ilkhanato.
Dopo questi scambi, Abaqa inviò un'altra ambasciata, guidata da due georgiani, i fratelli Vassali; Gregorio rispose ad Abaqa che i suoi legati avrebbero accompagnato la Crociata ed avrebbero coordinato le operazioni militari con l'Ilkhan.
Tuttavia, i progetti del Papa non furono sostenuti dai monarchi degli altri paesi europei, che avevano perso entusiasmo per le Crociate.
Solo un monarca occidentale partecipò al Concilio, l'anziano Giacomo I d'Aragona, che poteva offrire solo una piccola forza.
Furono raccolti dei fondi per una nuova crociata e furono fatti dei piani che non ebbero seguito.
I progetti in sostanza si fermarono con la morte di Papa Gregorio (10 gennaio 1276), e il denaro che era stato raccolto per finanziare la spedizione fu invece distribuito in Italia.

#### Invasione della Siria (1280–1281)
Privi del sostegno degli europei, nel 1280-1281 alcuni Crociati di Siria, in particolare gli Ospitalieri e in qualche misura gli Ifranj di Cipro ed Antiochia, tentarono di unirsi in operazioni combinate con i Mongoli.
Dopo la morte del Baibars nel 1277 e la conseguente disorganizzazione del regno musulmano, le condizioni erano mature per una nuova azione in Terra santa.
I Mongoli colsero l'occasione e organizzarono una nuova invasione della Siria.
Nel settembre 1280 i Mongoli occuparono Bagras e Darbsak ed il 20 ottobre presero Aleppo dove massacrarono molti abitanti.
Mobilitarono i loro eserciti combinati anche il re di Cipro Ugo III e Boemondo VI, ma non poterono intervenire perché i Mamelucchi si erano già posizionati tra loro e Mongoli.
Nell'ottobre 1280 i Mongoli inviarono ambasciatori a San Giovanni d'Acri per chiedere sostegno militare per la campagna, ma il Vicario del Patriarca rispose che la città stava soffrendo la fame e che il re di Gerusalemme era già coinvolto in un'altra guerra.
I Mongoli chiesero appoggio anche per la campagna dell'inverno successivo, informando i Crociati che avrebbero messo in campo 50.000 cavalieri ed altrettanti fanti mongoli, ma la richiesta a quanto pare rimase senza risposta.

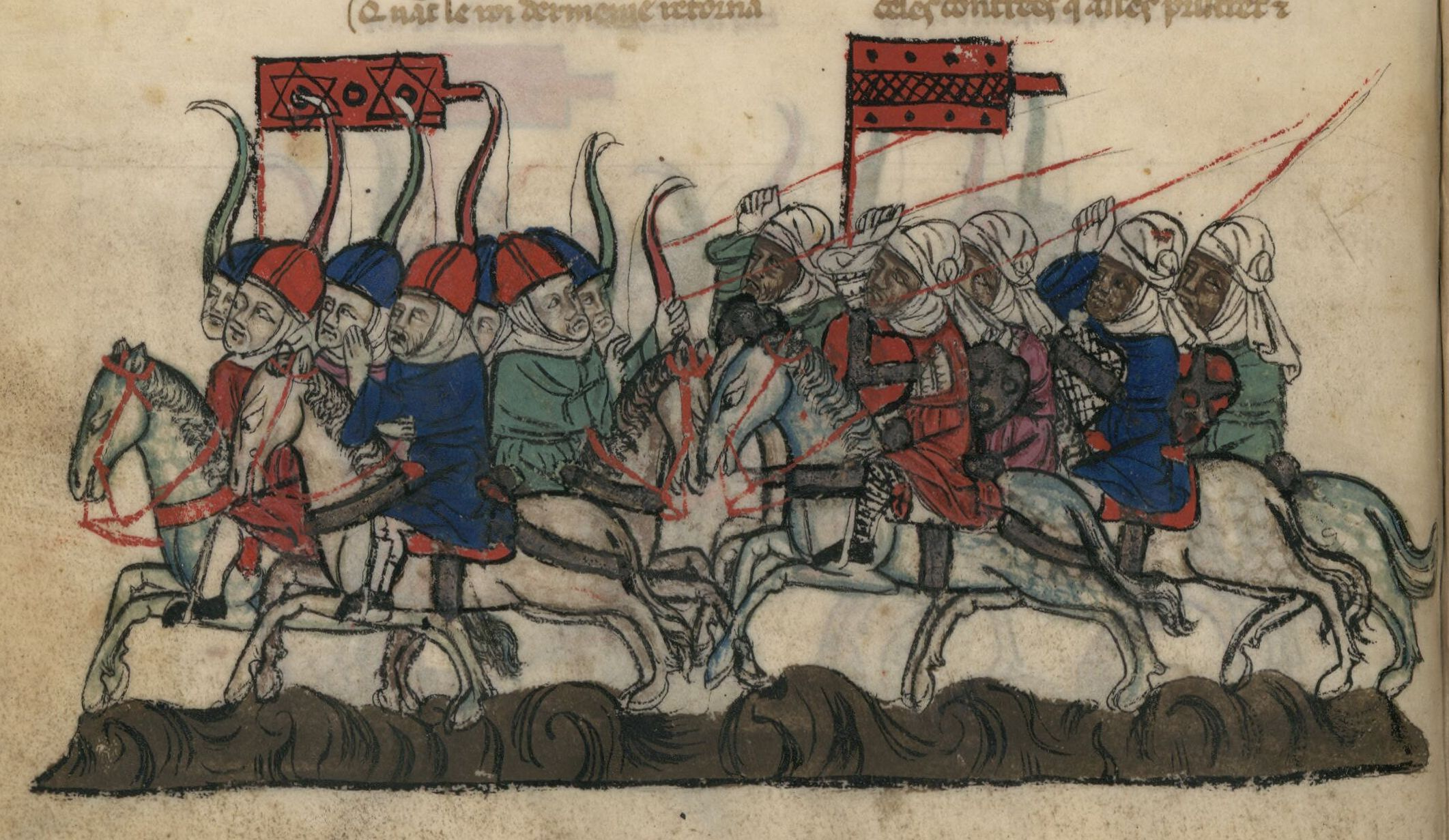
Sconfitta dei Mongoli (a sinistra) alla battaglia di Homs del 1281.

Abaqa e Leone IV d'Armenia esortarono gli Ifranj ad iniziare una nuova crociata.
Edoardo I d'Inghilterra rispose positivamente, ma disse che non poteva partecipare per mancanza di fondi.
Alcuni Ospitalieri locali provenienti da Marqab (nella zona che in precedenza era stata Antiochia/Tripoli) furono tuttavia in grado di fare alcune incursioni nella Valle della Beqa' e vinsero numerosi scontri contro il Sultano.
Nell'ottobre 1280 essi fecero razzie fino al Krak des Chevaliers e nel febbraio 1281, sconfissero una forza mamelucca proveniente da quella fortezza.
Tuttavia, ancora una volta i mongoli si ritirarono, promettendo di tornare per l'inverno del 1281.
Il 3 maggio 1281, al fine di prevenire nuove azioni combinate tra Stati Crociati e Mongoli il nuovo sultano musulmano Qalawun rinnovò la tregua con i Baroni di San Giovanni d'Acri, prorogandola per altri dieci anni (una tregua che avrebbe in seguito violato).
Egli rinnovò anche una seconda tregua di dieci anni con Boemondo VII d'Antiochia, il 16 luglio 1281, e permise l'accesso dei pellegrini a Gerusalemme.
Nel settembre del 1281 i Mongoli tornarono come promesso, con 50.000 uomini delle proprie truppe, oltre 30 000 tra armeni guidati da Leone IV, georgiani, greci e circa 200 cavalieri Ospitalieri della fortezza di Marqab che non si consideravano vincolati dalla tregua con i Mamelucchi.
Il 30 ottobre 1281 l'esercito mongolo impegnò i Mamelucchi comandati da Qalawun nella Seconda battaglia di Homs, ma fu respinto con gravi perdite da entrambe le parti.

### Arghun (1284–1291)

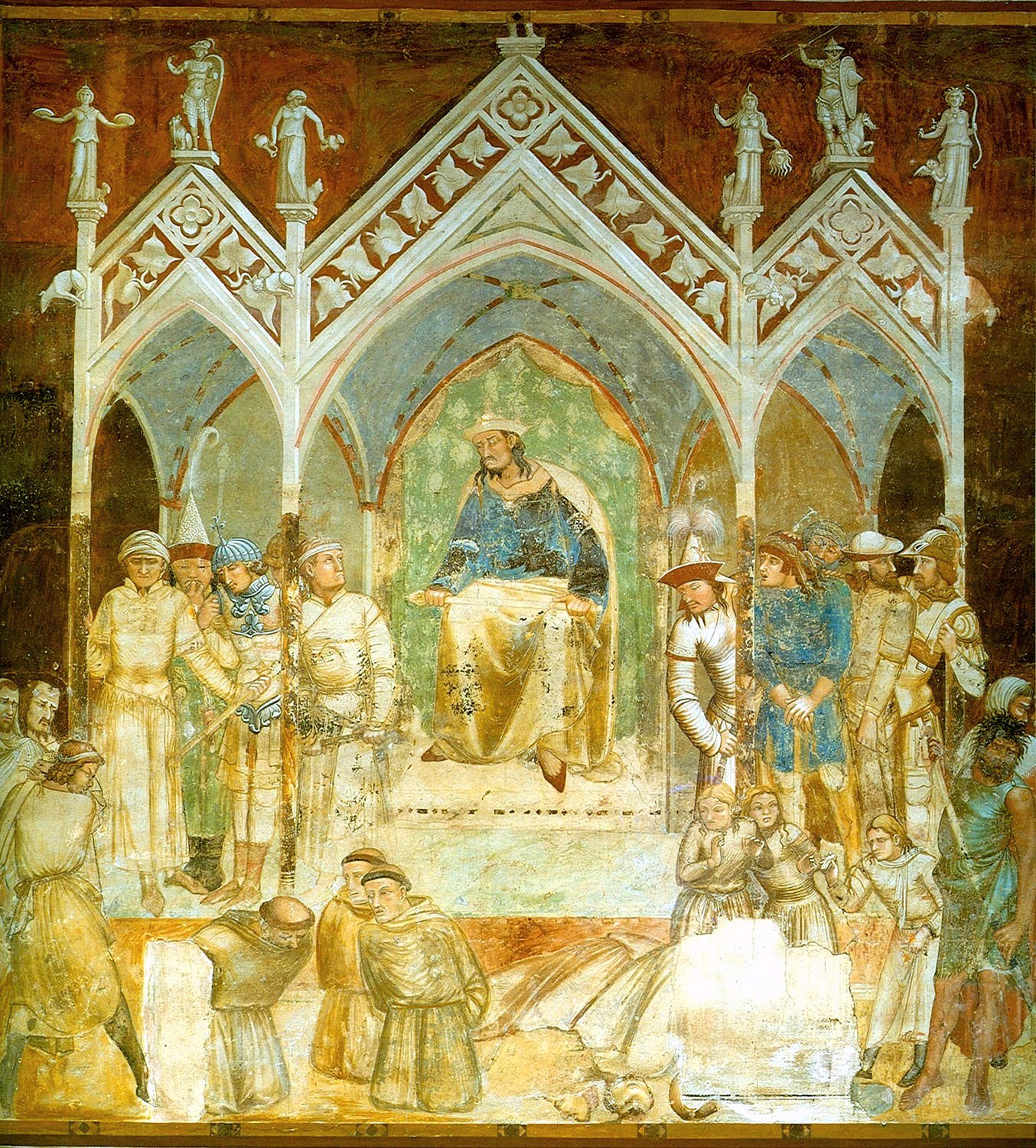
Ambrogio Lorenzetti (1285-1348) in questo dipinto che rappresenta alcuni francescani martirizzati durante il loro viaggio verso la Cina, raffigura accuratamente le vesti di un "Comandante di mille uomini" mongolo (cappello a cono con la penna).

Abāqā morì nel 1282 e fu, per breve tempo, sostituito da suo fratello Tegüder Aḥmad, che si era convertito all'Islam e che invertì la politica di Abāqā, offrendo un'alleanza al sultano mamelucco Qalawun, che comunque proseguì la sua avanzata conquistando la fortezza settentrionale di Marqab nel 1285, Laodicea nel 1287 e Tripoli nel 1289.
Nel 1284 il figlio di Abāqā, il buddista Arghun, con l'appoggio di Kublai guidò una rivolta e fece giustiziare Tegüder.
Arghun riprese l'idea di un'alleanza con l'Occidente e mandò in Europa vari inviati, il più famoso dei quali fu l'anziano Rabban Bar Sauma, un religioso che stava visitando l'Ilkhanato durante il suo pellegrinaggio dalla Cina a Gerusalemme.
Attraverso Bar Sauma e altri successivi inviati Arghun promise ai principi europei che, se Gerusalemme fosse stata conquistata, si sarebbe battezzato egli stesso ed avrebbe restituito Gerusalemme ai cristiani.
Quello di Bar Sauma attraverso l'Europa fu un viaggio storico, come prima visita diretta di un rappresentante dell'Asia orientale.
Egli fu accolto calorosamente dai monarchi europei.
Tuttavia, l'Europa occidentale non era più interessata alle crociate e la missione di formare un'alleanza, in ultima analisi, non diede frutti.
Fu pianificata una piccola operazione navale congiunta e a Baghdad si cominciò a lavorare su due galere da guerra, allo scopo di limitare il commercio marittimo dei Mamelucchi nell'Oceano Indiano.
Carpentieri e marinai genovesi furono inviati a Baghdad insieme ad un contingente di balestrieri, ma l'impresa sembra si sia arenata quando scoppiò un conflitto interno tra Guelfi e Ghibellini genovesi.
Quando il sultano musulmano Baibars minacciò l'ultima roccaforte dei crociati, San Giovanni d'Acri, Papa Niccolò IV proclamò una crociata e negoziò accordi con Arghun, Aitone II d'Armenia, i Jacobiti, gli etiopi ed i georgiani.
Il 5 gennaio 1291 rivolse una vibrante preghiera a tutti i cristiani per salvare la Terra Santa e seguì Edoardo I in una crociata.
Tutti questi tentativi di costruire un'offensiva combinata non furono sufficienti e in ogni caso, era troppo tardi.
Nel marzo 1291 l'assedio di San Giovanni d'Acri si concluse con la conquista della città da parte dei Mamelucchi.

### Il piano di Niccolò IV per il recupero della Terra Santa
Dopo la caduta di San Giovanni d'Acri, papa Niccolò IV rivolse ai re, ai principi ed ai prelati della cristianità l'appello ad avanzare proposte per una missione di riconquista della Terra Santa. In agosto emanò tre bolle in rapida successione, la Dirum amaritudinis calicem (13 agosto), la Dura nimis (18 agosto) e la Olim tam in generali (23 agosto 1291), allo scopo di favorire una coalizione tra le potenze cristiane per una pronta recuperatio:
- La Dirum amaritudinis calicem ordinava la convocazione di un certo numero di concilii provinciali dedicati all'elaborazione di pareri riguardanti la riconquista dei luoghi santi. Niccolò inoltre si rivolgeva al mondo laico (regni, principi e autorità comunali) allo scopo di sollecitare la loro partecipazione a uno sforzo comune di tutta la cristianità. A questo proposito la proposta che il pontefice considerò con maggiore attenzione fu quella inviatagli da Carlo II d'Angiò. Nel suo Conseil du Roi Charles il re di Sicilia e di Napoli elaborò il progetto di una vera e propria organizzazione internazionale della crociata, con un suo esercito e le proprie finanze[102];
- Nella Dura nimis il pontefice ribadiva la convocazione di concilii provinciali e poneva l’accento sulla fusione degli Ordini militari (Templari, Ospitalieri e Teutonici), allo scopo di creare un’istituzione coesa e solida che rispondesse a un'unica fonte di comando;
- Con la Olim tam in generali Niccolò IV si spinse ad emanare il divieto per tutti i cattolici di commerciare non solo armi o schiavi ma anche materie prime con il nemico comune islamico.

Il pontefice decretò infine il blocco economico contro Alessandria d'Egitto (Contra eos in devetum alex).

Gli sforzi di Niccolò furono vani: le Repubbliche marinare italiane continuarono a commerciare con i musulmani (pagando un'ammenda fu possibile infatti evitare la sanzione canonica). Quanto ai principi cristiani, essi si mostrarono legati ai propri interessi particolari piuttosto che all'interesse generale.

### Ghazan (1295–1304)

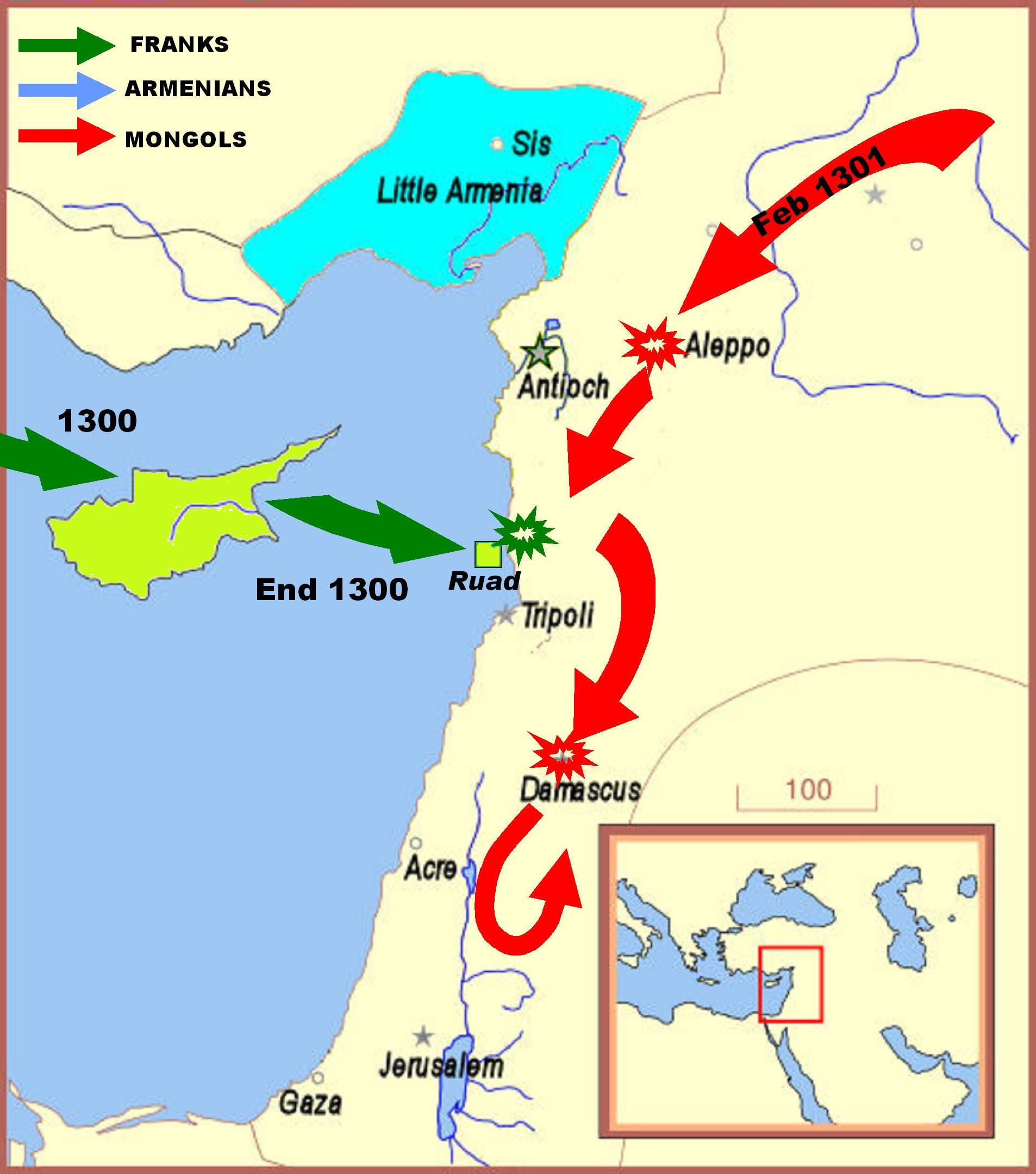
Offensiva combinata nel 1300-1301.

Dopo la morte di Arghun seguirono in rapida successione dei leader effimeri, alcuni dei quali detennero il potere solo per pochi mesi.
La stabilità fu ristabilita nel 1295 con l'insediamento di Ghazan, che nel 1297 aveva già consolidato il suo potere, tanto che fu in grado di riprendere le offensive contro i Mamelucchi.
Ghazan proclamò l'islam religione di stato in Persia, ma mantenne buoni rapporti con suoi vassalli cristiani, i regni della Cilicia armena e della Georgia. Egli progettava di coordinare le azioni tra le sue forze, gli ordini militari cristiani e le forze del Regno di Cipro.
Nell'estate del 1299 re Aitone II d'Armenia inviò un messaggio a Ghazan per chiedere il suo aiuto contro i Mamelucchi.
Ghazan mosse con le sue forze verso la Siria ed inviò lettere al re di Cipro ed ai capi dei Cavalieri templari, Ospitalieri e Teutonici, invitandoli ad unirsi al suo esercito. I Mongoli tolsero ai Mamelucchi la città di Aleppo, dove furono raggiunti dal loro vassallo re Aitone, le cui forze parteciparono al resto dell'offensiva.
I Mongoli ed i loro alleati sconfissero i Mamelucchi nella battaglia di Wadi al-Khazandar il 23, o 24, dicembre 1299.
Nel luglio del 1300 i Crociati intrapresero alcune operazioni navali, presumibilmente in sostegno delle azioni terrestri di Ghazan.
Una flotta di sedici galee con alcune navi minori fu equipaggiata a Cipro, comandata dal re Enrico II di Cipro e Gerusalemme, accompagnato da suo fratello Amalrico, principe di Tiro, dai capi degli ordini militari e dall'ambasciatore di Ghazan.
Le navi lasciarono Famagosta il 20 luglio 1300, per razziare le coste di Egitto e Siria: Rosetta, Alessandria, San Giovanni d'Acri, Tortosa e Maraclea.
Le navi tornarono poi a Cipro e si prepararono per un attacco decisivo a Tortosa.
I Templari stabilirono una base sull'isola di Arados, utilizzandola poi come testa di ponte. Fu inviata sull'isola una forza congiunta di ciprioti, circa la metà della quale proveniva dai vari ordini militari.
Da qui, mentre i ciprioti attendevano l'arrivo dei mongoli, furono lanciate incursioni su Tortosa.
I Mongoli però tardarono e le forze dei Crociati finirono per tornare a Cipro, lasciando solo un presidio ad Arados.
Quando i mongoli arrivarono, nel febbraio del 1301, riuscirono a fare solo qualche incursione di scarso rilievo prima di doversi ritirare.

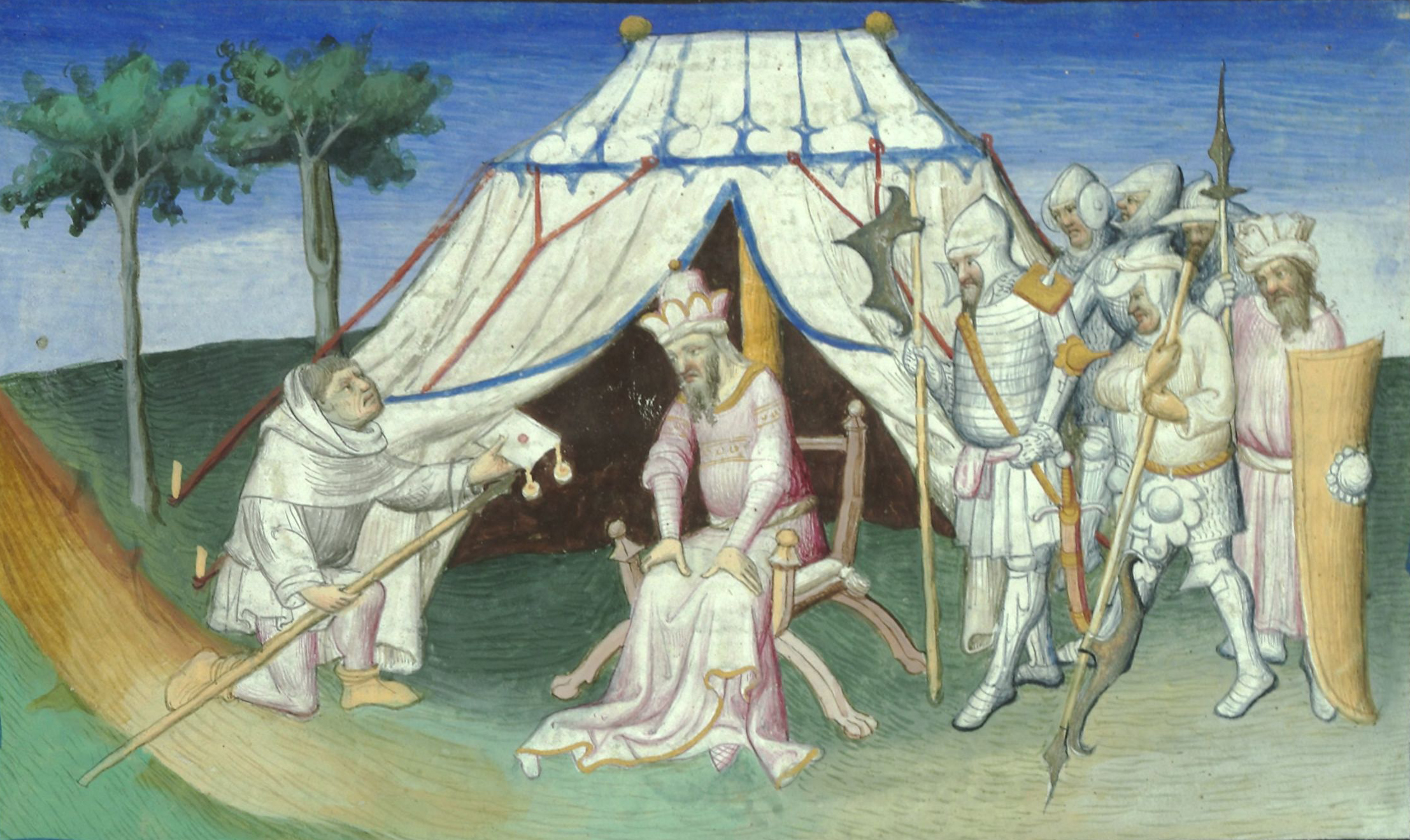
Ghazan ordina al re della Cilicia armena, Aitone II, di accompagnare Kutlushka nell'attacco a Damasco del 1303.

Per le successive offensive invernali, nel 1301 e 1302, furono ancora una volta pianificate operazioni combinate tra i «Franchi» ed i Mongoli.
Nella metà del 1301 i Mamelucchi assediarono l'isola di Arados, che si arrese un anno dopo.
I Mamelucchi massacrarono molti degli abitanti e catturarono i Templari superstiti per mandarli in prigione al Cairo.
Nell'aprile del 1302 Ghazan inviò una lettera al Papa chiedendogli di mandare truppe, preti e contadini per instaurare nuovamente in Terra Santa uno Stato crociato, ma neanche questa volta Ghazan comparve con le sue truppe.
Nel 1303 i Templari rimasti a Cipro continuarono a fare razzie sulla costa siriana e devastarono la città di Damour, a sud di Beirut; ma da quando avevano perso Arados non erano più in grado mettere in campo uno spiegamento di truppe numericamente importanti.
Sempre nel 1303, Ghazan inviò una nuova lettera a re Edoardo I, nella persona di Buscarello di Gisolfo, ribadendo la promessa di Hulagu, ossia che avrebbe dato Gerusalemme agli Ifranj in cambio dell'aiuto contro i Mamelucchi.
Quell'anno, i Mongoli apparvero con una grande forza (circa 80.000 uomini) insieme con gli armeni, ma furono sconfitti ad Homs il 30 marzo 1303 e nella decisiva Battaglia di Shaqhab, a sud di Damasco, il 21 aprile 1303.
Questa è considerata l'ultima grande invasione mongola in Siria.
Ghazan morì il 10 maggio 1304, ed i sogni di una rapida riconquista della Terra Santa andarono distrutti.

### Oljeitu (1304–1316)

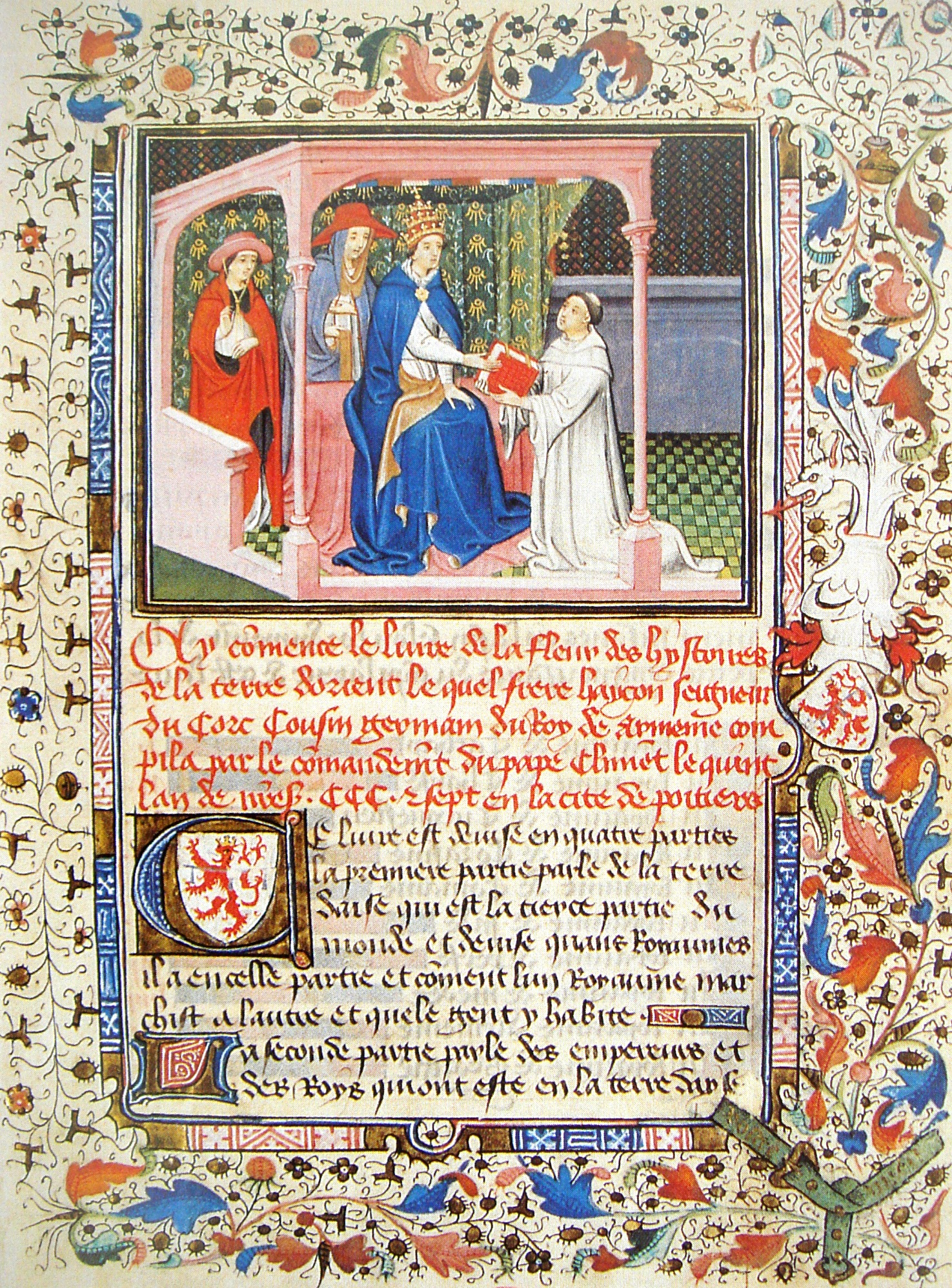
Aitone da Corico consegna al Papa Clemente V la sua relazione sui Mongoli, nel 1307.

Oljeitu, chiamato anche Muhammad Khodabandeh, era pronipote del fondatore dell'Ilkhanato, Hulagu e fratello e successore di Ghazan.
Nella sua giovinezza si era dapprima convertito al Buddismo e poi al Sunnismo islamico assieme al fratello Ghazan.
Aveva quindi cambiato il suo nome nell'islamico Muhammad.
Nel mese di aprile 1305, Oljeitu inviò delle lettere al re di Francia Filippo il Bello, a Papa Clemente V ed a Edoardo I d'Inghilterra.
Come aveva fatto il suo predecessore Arghun, Oljeitu propose una collaborazione militare tra le nazioni cristiane dell'Europa ed i Mongoli contro i Mamelucchi.
Le reazioni furono piuttosto buone: nel 1307 il Papa nominò Giovanni da Montecorvino primo Arcivescovo di Khanbaliq e Patriarca dell'Oriente. Nello stesso anno un'ambasciata mongola arrivò a Poitiers per incontrare il Papa.
Le nazioni europee prepararono una crociata, ma notevoli difficoltà logistiche ostacolarono l'azione congiunta: i rinforzi giunsero a mesi di distanza, pregiudicando il soddisfacente coordinamento delle azioni sul terreno. Si arrivò ad una soluzione definitiva solo quando i Mongoli firmarono il Trattato di Aleppo con i Mamelucchi nel 1322.
Nel frattempo Oljeitu lanciò un'ultima campagna contro i Mamelucchi (1312-13) senza successo.
Si arrivò ad una soluzione definitiva solo quando il figlio di Oljeitu, Abū Saʿīd, firmò il Trattato di Aleppo con i Mamelucchi nel 1322.

## Ultimi contatti

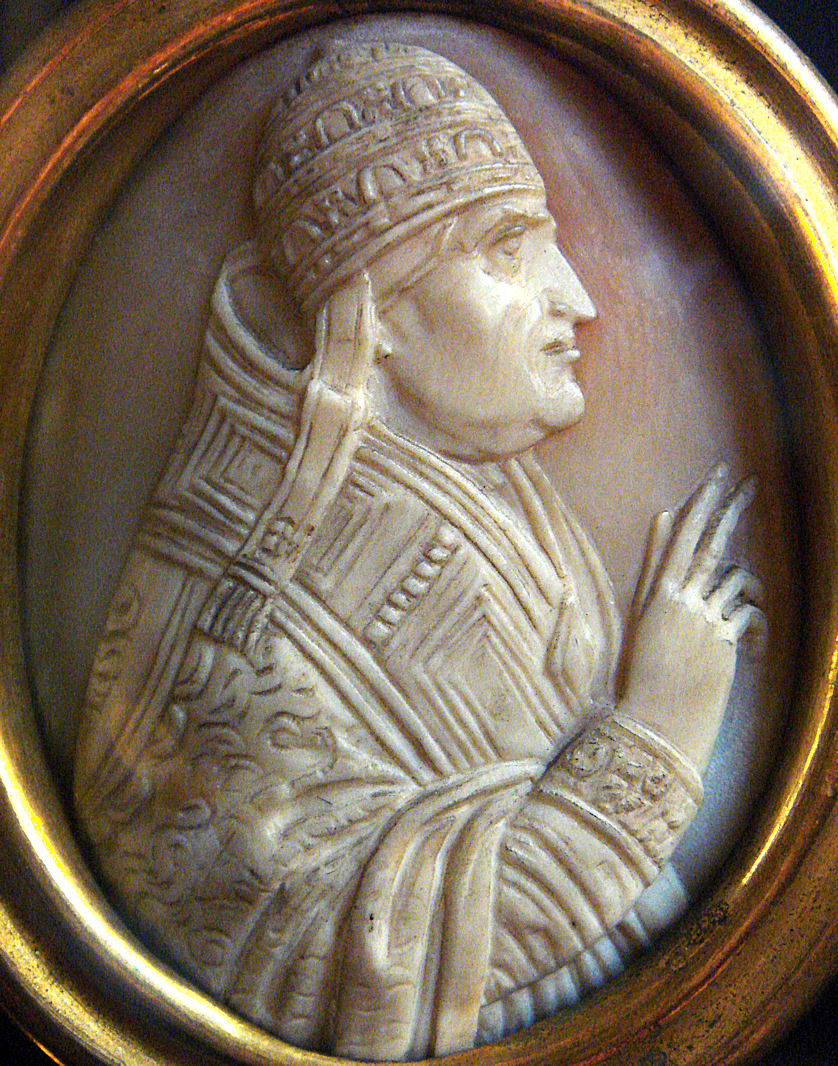
Il francese papa Giovanni XXII fu l'ultimo a chiedere l'aiuto dei Mongoli nel 1322.

All'inizio del XIV secolo alcuni contatti diplomatici continuarono tra gli europei ed i mongoli, fino a quando l'Ilkhanato si dissolse negli anni 1330 e le devastazioni della peste nera in Europa causarono l'interruzione dei rapporti con l'Oriente.
Continuò ad esserci qualche rara alleanza matrimoniale tra i governanti cristiani ed i mongoli dell'Orda d'Oro, come quando l'Imperatore bizantino Andronico II diede le sue figlie in moglie al governante dell'Orda d'Oro Toqto'a ed al suo successore Uzbek (1312–1341).
Nel 1320 il Sultano egiziano al-Nasir Muhammad ibn Kalawun invase e devastò la cristiana Cilicia armena.
Papa Giovanni XXII da Avignone inviò una lettera, datata 1º luglio 1322, al governante mongolo Abu Sa'id,
ricordandogli dei positivi contatti tra i suoi antenati ed i cristiani e chiedendogli di intervenire in Cilicia.
Nel contempo, Papa Giovanni auspicava che Abū Saʿīd abbandonasse l'Islam in favore del Cristianesimo.
Truppe mongole furono inviate in Cilicia, ma arrivarono solo dopo che era stato negoziato un cessate il fuoco della durata di 15 anni tra Costantino, Patriarca degli armeni, e il sultano d'Egitto.
Dopo Abū Saʿīd, che morì nel 1335 senza un erede né un successore, i rapporti tra principi cristiani e mongoli divennero molto sporadici, mentre lo Stato mongolo perse la sua unità diventando una pletora di piccoli regni guidati da Mongoli, Turchi e Persiani.
Nel 1336 Toghun Temür, l'ultimo imperatore mongolo in Cina (dinastia Yuan), inviò al francese papa Benedetto XII, in Avignone, un'ambasciata guidata da un genovese al servizio dell'imperatore mongolo, Andrea di Nascio, ed accompagnata da un altro genovese, Andalò da Savignone.
Questi portavano lettere con le quali il sovrano mongolo comunicava che da otto anni (dalla morte di Giovanni da Montecorvino) era senza una guida spirituale e ne desiderava ardentemente una.
Il papa rispose alle lettere e nominò quattro ecclesiastici suoi legati alla corte del Khan.
Nel 1338 il Papa inviò a Pechino un totale di 50 ecclesiastici, tra questi Giovanni de' Marignolli.
Nel 1353 Giovanni tornò ad Avignone e consegnò una lettera del Gran Khan a Papa Innocenzo VI.
Ben presto, i Cinesi si sollevarono e scacciarono i Mongoli dalla Cina, avviando così la dinastia Ming (1368).
Il condottiero turco-mongolo Tamerlano (1336-1405) sviluppò un'amichevole relazione, anche se a distanza, con le potenze occidentali, scambiando lettere con i governanti occidentali e invitando ambasciatori e commercianti.

## Dibattito sull'esistenza di un'alleanza franco-mongola
Tra gli storici è in corso un dibattito circa l'esistenza, la portata, o anche la saggezza di un'alleanza.
Secondo l'opinione dominante non vi fu nessun'alleanza, ma è meglio definirla una serie di tentativi.
Pochi storici hanno sostenuto che c'era una reale alleanza, ma anche tra questi vi è una controversia circa i dettagli: mentre lo storico francese Jean Richard afferma che un'alleanza cominciò intorno al 1263. secondo lo storico francese Alain Demurger un'alleanza non fu suggellata fino al 1300.
Molti altri storici, invece, sottolineano che ci furono solo tentativi di formare tale alleanza che non furono mai concretizzati.
Joshua Prawer dice semplicemente, "I tentativi dei Crociati di creare un'alleanza con i mongoli fallirono."
Secondo lo storico britannico Steven Runciman, «Se l'alleanza mongola fosse stata ottenuta ed onestamente attuata da parte dell'Occidente, l'esistenza di Outremer sarebbe stata quasi certamente prolungata. I Mamelucchi sarebbero stati fermati, se non distrutti, e l'Ilkhanato di Persia sarebbe sopravvissuto come una forza amica dei cristiani e dell'Occidente». Runciman rimpiange che "la possibilità di un'alleanza dei Mongoli con i cristiani svanì."
Secondo David Nicolle i Mongoli erano "potenziali alleati", ma in generale i principali attori furono i Mamelucchi ed i Mongoli mentre i cristiani furono solo "pedine in un gioco più grande".
Christopher Atwood, nella Encyclopedia of Mongolia and the Mongol Empire (2004) riassume così le relazioni tra l'Europa occidentale ed i Mongoli: "Nonostante i numerosi inviati e l'ovvia logica di un'alleanza contro i comuni nemici, il papato ed i Crociati non arrivarono mai alla spesso-proposta alleanza contro l'Islam."

### Ragioni della mancata alleanza

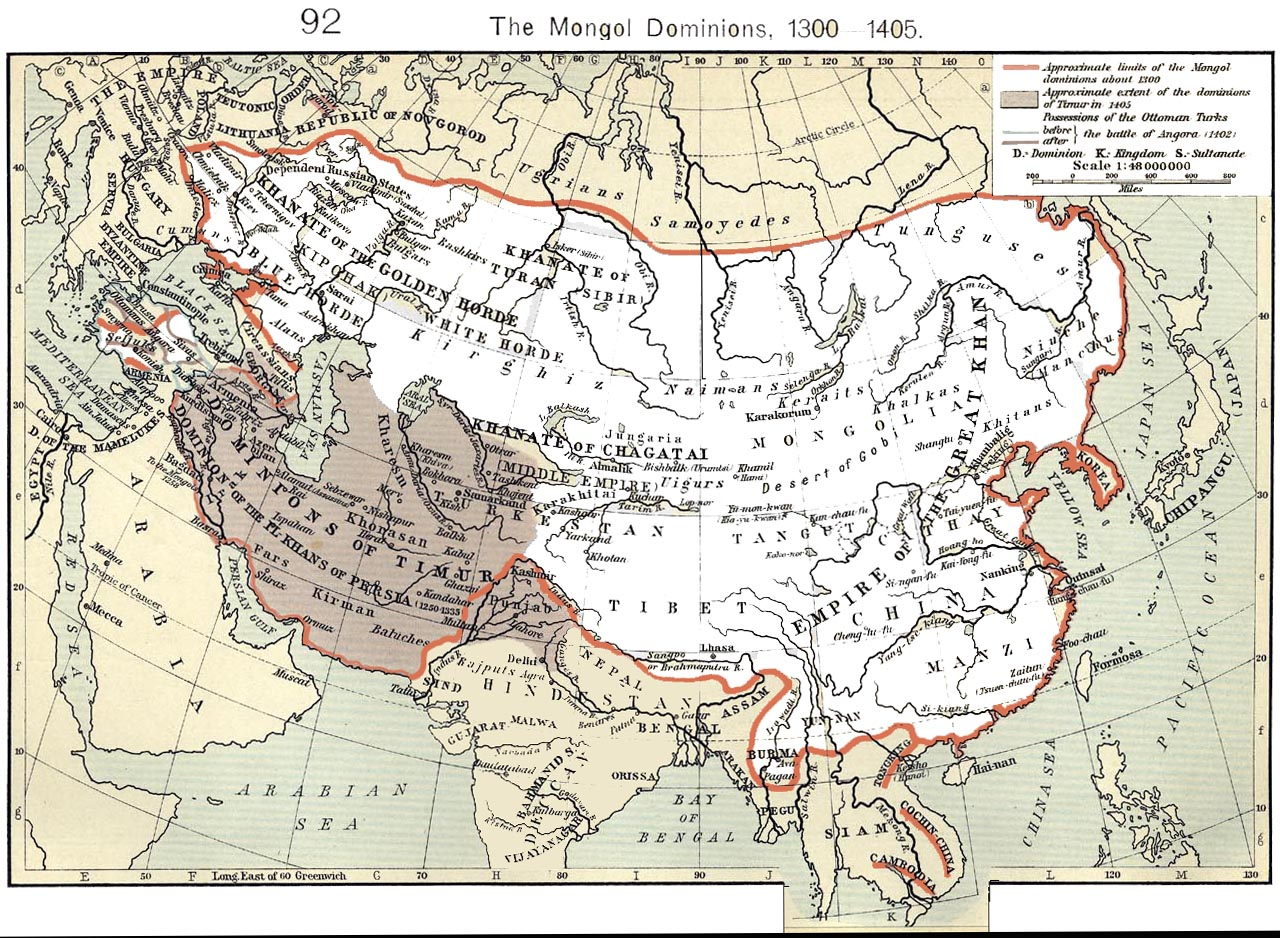
L'Impero mongolo, circa 1300. L'area in grigio è il più tardo Impero di Tamerlano.
Vi era una grande distanza geografica tra i Mongoli dell'Ilkhanato, il loro Gran Khan in Khanbaliq e gli europei.

Ci sono state molte discussioni tra gli storici sul perché l'alleanza tra Mongoli e «Franchi» non fu mai suggellata ma, nonostante tutti i contatti diplomatici, rimase una chimera, una fantasia. Peter Jackson, nel suo libro del 2005 The Mongols and the West, 1221-1410 ha esaminato le molteplici ragioni della mancata concretizzazione dell'alleanza:
Una è che i Mongoli in questa fase del loro impero, non erano interamente focalizzati sull'espansione verso l'Occidente.
Alla fine del Duecento i capi mongoli erano diverse generazioni distanti dal grande Gengis Khan e la rottura interna si stava preparando.
Gli originali Mongoli nomadi dei giorni di Gengis erano diventati più sedentari e avevano dovuto trasformarsi da conquistatori in amministratori.
Si sviluppavano battaglie di Mongoli contro Mongoli che allontanavano truppe dal fronte della Siria.
C'era anche una certa confusione in Europa riguardo alle differenze tra i Mongoli dell'Ilkhanato in Terra Santa ed i Mongoli dell'Orda d'Oro, che stavano attaccando l'Europa orientale in Ungheria e Polonia.
All'interno dell'impero mongolo l'Ilkhanato e l'Orda d'Oro si consideravano l'un l'altro come nemici, ma ci volle del tempo agli osservatori occidentali per essere in grado di distinguere tra le diverse parti dell'Impero Mongolo.
Va segnalato anche, come fattore ostativo all'alleanza, il diminuito interesse dell'Europa nel proseguimento delle Crociate.
Dopo che Saladino aveva riconquistato Gerusalemme nel 1187 e mentre la battaglia combattuta dai Crociati contro le forze che avanzavano dall'Egitto si faceva sempre più disperata, divenne sempre più difficile suscitare entusiasmo per le crociate nella lontana Europa.
Spesso i Monarchi apparentemente aderivano all'idea di andare alle Crociate per fare appello alle emozioni dei loro sudditi, ma in realtà impiegavano anni in preparativi e talvolta, non arrivavano mai a dare effettivamente battaglia.
Guerre interne in Europa, come i Vespri siciliani, distraevano l'attenzione rendendo meno probabile che la nobiltà europea volesse impegnare i propri militari per le Crociate quando ne aveva più bisogno a casa.
È stato importante anche il fattore economico, perché il costo delle crociate era in costante aumento.
Alcuni monarchi risposero positivamente alle richieste dei mongoli, ma divennero vaghi ed evasivi quando fu loro chiesto di impegnare realmente truppe e risorse.
Anche la logistica era diventata più difficile: i Mamelucchi egiziani erano davvero preoccupati per la minaccia di una nuova ondata di forze crociate e così ogni volta che conquistavano un altro castello o un porto, invece di occuparlo, lo distruggevano sistematicamente in modo che non potesse mai più essere utilizzato.
Questo rese più difficile ai Crociati la pianificazione delle operazioni militari e aumentò anche il costo di tali operazioni.
Un altro fattore aveva a che fare con le preoccupazioni tra gli europei circa gli obiettivi a lungo termine dei Mongoli.
Le prime iniziative diplomatiche mongole non erano state semplici offerte di collaborazione ma precise richieste di sottomissione.
Vi era la consapevolezza che i mongoli non si sarebbero accontentati di fermarsi in Terra Santa, ma puntavano chiaramente alla dominazione del mondo.
Fu solo nelle successive comunicazioni con l'Europa che i diplomatici mongoli iniziarono a adottare un tono più conciliante, ma continuando ad utilizzare un linguaggio che implicava più il comando che la preghiera.
Se i Mongoli avessero concluso un'alleanza di successo con l'Occidente e distrutto il Sultanato mamelucco, non c'è dubbio che avrebbero poi continuato con la conquista dell'Africa, dove non avrebbero incontrato nessun forte Stato sulla loro strada fino al Marocco, ed i Mongoli si sarebbero anche vendicati sugli Ifranj di Cipro e sui Bizantini.
Anche il re armeno, il sostenitore più entusiasta della collaborazione tra Occidente e Mongoli, ammise liberamente che il capo Mongolo non era incline ad ascoltare i consigli europei e che, a causa dell'arroganza dei Mongoli, doveva essere evitato il contatto tra gli eserciti europei e quelli mongoli, anche se avessero operato insieme.
Jackson sottolinea inoltre che gli storici di corte dell'Iran mongolo non fanno menzione alcuna delle comunicazioni tra gli Ilkhan e l'Occidente cristiano e citano appena gli Ifranj.
Evidentemente tali comunicazioni non furono ritenute importanti dai Mongoli, anzi secondo Jackson potrebbero essere state considerate imbarazzanti, soprattutto quando l'Ilkhan mongolo Ghazan, un musulmano, rischiava di apparire come uno che ha tentato di ottenere l'aiuto degli infedeli contro i suoi correligionari musulmani dell'Egitto.
Inoltre, quando gli storici mongoli si riferiscono ai territori stranieri, essi sono generalmente classificati come "nemici", "conquistati", o "in rivolta".
I Crociati, in tale contesto, furono inseriti nella stessa categoria degli egiziani, nel senso che erano considerati nemici da conquistare.
L'idea di "alleato" era estranea ai Mongoli.
Non c'era molto sostegno per un'alleanza con i Mongoli neppure tra la popolazione dell'Europa.
Molti in Europa scrissero le loro idee sul modo migliore per recuperare la Terra Santa, ma pochi menzionarono i Mongoli come una reale possibilità.
Nel 1306, quando papa Clemente V chiese ai gran maestri degli ordini militari Jacques de Molay e Foulques de Villaret, di presentare le loro proposte su come le crociate avrebbero dovuto procedere, nessuno dei due ipotizzò un qualsiasi tipo di alleanza con i Mongoli.
Poche proposte successive fecero brevemente cenno ai Mongoli come ad una forza capace di invadere la Siria e mantenere occupati i Mamelucchi ma non sulla quale si potesse contare per una cooperazione.